# Pantera Negra (Marvel Comics)
Pantera Negra (em inglês: Black Panther) é um super-herói das histórias em quadrinhos publicadas pela Marvel Comics, cuja identidade  secreta é a de T'Challa, rei de Wakanda, um reino fictício na África. O personagem foi criado pelo escritor e editor Stan Lee e pelo escritor e ilustrador Jack Kirby, aparecendo pela primeira vez em Fantastic Four nº 52 (julho de 1966) na Era de Prata das histórias em quadrinhos. Além de possuir habilidades aprimoradas alcançadas através de um antigo ritual de Wakanda, T'Challa também conta com seu intelecto genial, treinamento físico rigoroso, habilidade em artes marciais, acesso a tecnologias avançadas e riqueza para combater seus inimigos. Pantera Negra também é conhecido por seu relacionamento com a super-heroína Tempestade dos X-Men. Embora os dois fossem casados e se envolvessem em inúmeras batalhas, suas lealdades colocariam uma pressão sobre o relacionamento, o que levaria a um eventual divórcio.
O Pantera Negra é o primeiro super-herói de ascendência africana criado por uma editora mainstream de quadrinhos norte-americanos que estreou anos antes dos super-heróis afro-americanos, como o Falcão (1969), Luke Cage (1972) e Blade (1973) da Marvel Comics ou o Lanterna Verde John Stewart, da DC Comics(1971). O arco de história do Pantera Negra, que passou por treze números da revistas Jungle Action, é considerado o primeiro romance gráfico da Marvel Comics. Em um enredo, o manto da Pantera Negra é usado por Kasper Cole, um policial mestiço da cidade de Nova York. Começando como um imitador, Cole assumiria o nome de Tigre Branco e se tornaria um aliado de T'Challa. O manto do Pantera Negra e a liderança de Wakanda também foi dado à meia-irmã de T'Challa, Shuri, por um momento em que ele precisava se recuperar de ferimentos críticos que possuía.
O Pantera Negra fez inúmeras aparições em vários programas de televisão, filmes animados e videogames. O personagem foi retratado em live-action por Chadwick Boseman no filme Capitão América: Guerra Civil de 2016 . Boseman também desempenhou o papel na adaptação do primeiro longa-metragem do personagem lançado em março de 2018 e que retornou ao papel em Vingadores: Guerra Infinita, que foi lançado em abril do mesmo ano e posteriormente em Vingadores: Ultimato. Todas essas aparições fazem parte do Universo Marvel Cinematográfico. Boseman também forneceu a voz ao personagem na primeira temporada da série animada What If...?  (2021). Em 2011, o Pantera Negra ficou em 51º lugar na lista de "Top 100 Comic Books Heroes" do site IGN.
Tendo uma fortuna estimada em mais de US$ 90 trilhões, o Pantera Negra é considerado o personagem mais rico da ficção de todos os tempos.

## Publicação

### Conceito e criação

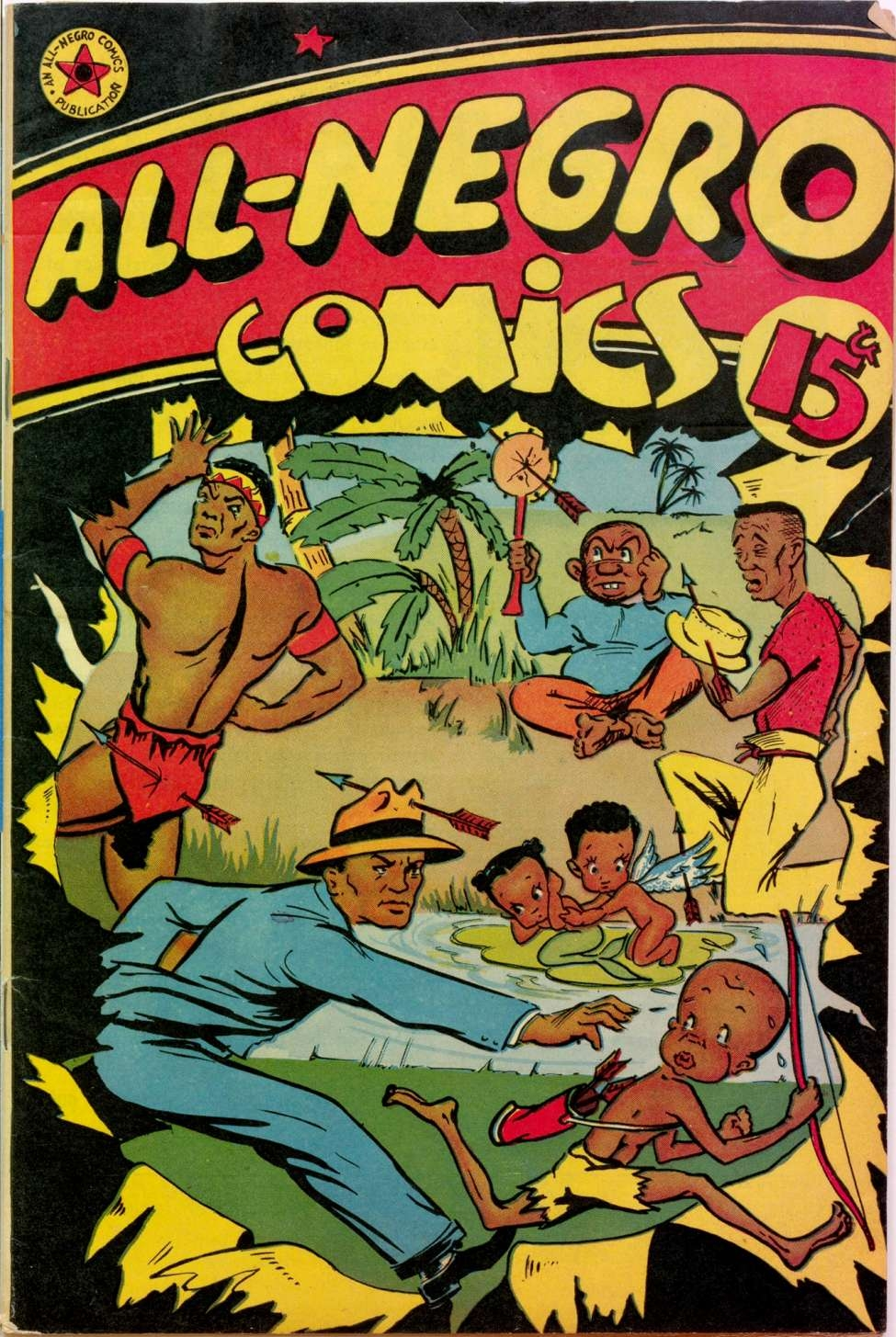
Capa da revista All-Negro Comics nº1 (1947)

O nome do Pantera Negra é anterior à fundação do Partido dos Panteras Negras, em outubro de 1966, porém não é anterior ao logotipo usado pela antecessora do partido, a County Freedom Organization (LCFO), nem o batalhão segregado Black Panthers Tank Battalion da Segunda Guerra Mundial.
Pantera Negra é o primeiro super-herói negro  protagonista das histórias em quadrinhos, poucos heróis negros foram criados antes dele e nenhum com superpoderes. Estes incluíram os personagens da revista All-Negro Comics nº 1 (1947), que durou apenas uma edição; Waku, prince of the Bantu, o personagem é um príncipe africano que se torna líder da tribo dos bantus após a morte do pai. Waku estreou em 1954 sua própria série na revista Jungle Tales da Atlas, antecessora da Marvel, onde ele era um herói negro em meio aos tarzanides caucasianos (personagens inspirados em Tarzan de Edgar Rice Burroughs).
O personagem de faroeste Lobo foi o primeiro negro a estrelar sua própria revista em quadrinhos. O soldado Gabriel Jones de Sgt. Fury and his Howling Commandos foi um dos primeiros personagens negros não caricatos.
Stan Lee, co-criador do herói, negou que tenha criado o nome após qualquer uso político do termo "pantera negra", incluindo o logo da LCFO, citando "uma estranha coincidência". Segundo Lee, a inspiração foi um herói da literatura pulp de aventura que tinha uma pantera negra como ajudante.
Outras influências incluem figuras históricas, como o sultão do Império do Mali do século XIV, Mansa Musa e o ativista jamaicano do século XX, Marcus Garvey, bem como figuras bíblicas como Cam e Canaã.
Em uma aparição convidada em Fantastic Four nº 119 (fevereiro de 1972), o Pantera Negra tentou brevemente usar o nome Black Leopard para evitar conotações com o partido, mas o novo nome não durou. O nome do personagem foi alterado de volta para Black Panther em Avengers nº 105, com T'Challa explicando que trocar de nome faria tanto sentido como alterar o nome da Feiticeira Escarlate, e ele não é um estereótipo. A  arte conceitual original de Jack Kirby para Black Panther usava o nome "Coal Tiger".

### Histórico
A origem da ideia do personagem foi contestada tanto por Kirby quanto por Lee. Jack Kirby reivindicou o crédito exclusivo pela criação do personagem em The Comics Journal nº 134, de fevereiro de 1990, afirmando que a percepção de que não havia personagens negros em seus quadrinhos exigia que alguns fossem adicionados por "razões humanas". Stan Lee afirma que o personagem foi criado por seu desejo em meados dos anos 60 de incluir mais personagens africanos e afro-americanos na Marvel Comics. Embora não haja documentação mostrando qual versão da criação está mais próxima da verdade, em 1966 acredita-se que Kirby tenha planejado a revista por conta própria e teve que explicar as histórias para Lee quando as páginas chegaram ao escritórios da Marvel, como aconteceu com algumas edições anteriores do Surfista Prateado em O Fantástic Four nº 48 (março de 1966). Em uma entrevista de 1968, Lee declarou:

Alguns artistas, como Jack Kirby, não precisam de enredo algum. Quero dizer, vou dizer ao Jack: ‘Vamos deixar o próximo vilão ser o Doutor Destino’… ou talvez nem diga isso. Ele pode me dizer. E então ele vai para casa e faz isso. Ele é tão bom em enredos, tenho certeza que ele é mil vezes melhor do que eu. Ele quase inventa os enredos para essas histórias. Tudo o que faço é um pouco de edição.
Roy Thomas fez alegações que apoiam a versão dos eventos de Lee, enquanto Kirby foi apoiado por sua esposa e obras de arte anteriores. Em 1963, eles incluíram um personagem negro, Gabe Jones, no elenco de Sgt. Fury and His Howling Commandos, e Lee encorajou os artistas a incluirem personagens negros em cenas de multidão. Em uma entrevista de 1998, Lee explicou sua motivação: "Eu não estava pensando em direitos civis, eu tinha muitos amigos negros e artistas negros. Então me ocorreu... por que não existem alguns heróis negros?".  Logo após a introdução do Pantera Negra, a Marvel também adicionou mais dois personagens negros recorrentes: Jill Jerrold em Modeling with Millie e Bill Foster em The Avengers.
Houve algum debate interno na Marvel com Lee sem saber até onde ir com a introdução comercialmente arriscada de um super-herói negro. Na primeira versão da capa de Fantástic Four nº 52, Kirby desenhou o Pantera Negra usando um capuz que expunha seu rosto. Na versão publicada, o capuz tornou-se uma máscara facial completa. Prévias em outros quadrinhos não mostraram a capa, indicando que Lee estava hesitante.

### Primeiros anos: Décadas de 1960 e início de 1970
Após sua estreia em Quarteto Fantástico nº 52-53 (julho-agosto de 1966) e a aparições subsequentes como convidado em Fantastic Four Annual nº5 (1967) e ao lado do Capitão América em Tales of Suspense nº 97-99 (janeiro-março de 1968) e Captain America #100 (janeiro – abril de 1968), o Pantera Negra viajou da nação africana fictícia de Wakanda para Nova York, a fim de se juntar à equipe de super-heróis Vingadores em The Avengers nº 52 (maio de 1968), aparecendo nesta revista nos próximos anos. Durante seu tempo com os Vingadores, ele fez aparições como convidado em três edições de Daredevil e lutou com o Doutor Destino em Astonishing Tales nº 6-7 (junho e agosto de 1971).

### Décadas de 1970 e 1980
Ele passou a ter uma série própria a partir de Jungle Action nº 5 (julho de 1973), título de republicação de tarzanides da Atlas nos anos 50. A história publicada em  Jungle Action nº 5 era uma republicação de uma história publicada em The Avengers nº 62 (março de 1969). Uma nova série começou a ser publicada na edição seguinte, escrita por Don McGregor, com arte de Rich Buckler, Gil Kane e Billy Graham, e arte-final de Klaus Janson e Bob McLeod. A série foi aclamada pela crítica e publicada nas edições 6 a 24 da revista (setembro de 1973 - novembro de 1976).

Um formato agora comum que McGregor pioneirizou foi o do arco de história autônomo e com várias edições. O crítico Jason Sacks chamou o arco de "a primeira graphic novel da Marvel":
"[H]avia arcos de personagens reais em Spider-Man e Fantastic Four ao longo do tempo. Mas... Panther's Rage é o primeiro quadrinho criado do início ao fim como um romance completo. Publicado em dois anos de Jungle Action (#6 a 18), Panther's Rage é um romance de 200 páginas que viaja ao coração da nação africana de Wakanda, uma nação devastada por uma revolução contra seu rei, T'Challa, o Pantera Negra.".
"Panther's Rage" também introduz o antagonista de T'Challa, Erik Killmonger, um rival pelo trono de Wakanda que reaparece em séries subsequentes. Rebecca Wanzo, estudiosa da literatura afro-americana, descreve "Panther's Rage" como "o primeiro grande passo para descolonizar o personagem". O elenco do arco é quase inteiramente negro.
O segundo e último arco em Jungle Action, também escrito por McGregor, foi intitulado "Panther vs. the Klan" e foi publicado em 1976. O tema da Ku Klux Klan foi considerado controverso nos escritórios da Marvel na época, criando dificuldades para a equipe criativa. Acadêmicos como Burton P. Buchanan, Ivan Alcime e Carlos D. Morrison apontam que a história foi publicada em um momento de ressurgimento da Klan na Geórgia e que a história prescreve uma estratégia de autodefesa para pessoas negras em resposta.

O escritor e editor afro-americano Dwayne McDuffie disse sobre o recurso "Black Panther" em Jungle Action:
"Este clássico esquecido e subestimado é indiscutivelmente a epopeia de super-herói em várias partes mais bem escrita de todos os tempos. Se você conseguir colocar as mãos nisso... sente-se e leia tudo. É quase impecável, cada edição, cada cena, uma parte funcional e necessária do todo. Ok, agora volte e leia qualquer edição individual. Você encontrará palavras e imagens perfeitamente integradas; personagens e situações claramente introduzidas; um resumo conciso (às vezes até transparente); relacionamentos de personagens lindamente desenvolvidos; pelo menos um vilão novo e interessante; uma cena de ação impressionante para testar as habilidades e determinação do nosso herói; e uma história que está sempre avançando em direção a uma conclusão definida e satisfatória. Isso é o que todos nós deveríamos entregar, todo mês. Don [McGregor] e companhia fizeram isso em apenas 17 páginas de história por edição."
Qiana J. Whitted aponta que os artistas desse período incorporaram a cultura popular afro-americana da época, como T'Challa usando "uma versão modificada do traje com correntes de ouro usado pelo cantor Isaac Hayes no concerto beneficente da comunidade de Watts, Los Angeles, que foi lançado como o documentário de 1973 Wattstax."
Embora popular entre os estudantes universitários, as vendas da Jungle Action foram baixas e a Marvel relançou o Pantera Negra em uma série autointitulada, trazendo o co-criador do personagem Jack Kirby - que havia voltado recentemente para Marvel depois de ter trabalhado para a rival DC Comics por um tempo - como escritor, desenhista e editor. No entanto, Kirby queria trabalhar com novos personagens e ficou infeliz em receber uma série com um personagem com o qual ele já havia trabalhado.  Na série, o Pantera Negra procura por um artefato mágico chamado King Solomon's Frog. No entanto, Kirby queria trabalhar em novos personagens e estava infeliz por ter sido designado a uma série estrelada por um personagem com o qual já havia trabalhado extensivamente. Ele deixou a série depois de apenas 12 edições e foi substituído por Ed Hannigan (roteiro), Jerry Bingham (desenhos) e Roger Stern (editor). Pantera Negra teve 15 edições (janeiro de 1977 - maio de 1979). Devido ao cancelamento da série, as histórias que deviam ter sido publicadas em Pantera Negra nº 16-18, foram publicados em Marvel Premiere nº 51-53.

Em 1980, o Pantera Negra apareceu como convidado em The Defenders #84-86, escrito por Ed Hannigan. Essa história introduziu a rivalidade do Pantera Negra com Namor e seu reino de Atlântida, que se torna um conflito recorrente em futuras histórias. Mais tarde naquele ano, o Pantera Negra apareceu em uma história secundária em Marvel Team-Up #100 que estabelece seu relacionamento com Tempestade dos X-Men.

Uma minissérie de quatro edições, Black Panther vol. 2 (julho – outubro de 1988), foi escrita por Peter B. Gillis e desenhada por Denys Cowan. McGregor revisitou sua saga do Pantera com Gene Colan em "Panther's Quest", publicada em 25 capítulos de oito páginas na antologia quinzenal Marvel Comics Presents (#13–37, fevereiro – dezembro de 1989). A história se passa na África do Sul. Na visão do crítico Todd Steven Burroughs, "'Quest' tenta mostrar como o apartheid é opressivo para todos os envolvidos."

### Década de 1990
McGregor mais tarde se reuniu com o desenhista Dwayne Turner na minissérie Black Panther: Panther's Prey (setembro de 1990 – março de 1991).
A série Black Panther vol. 3 de 1998, escrita por Christopher Priest e desenhada por Mark Texeira, reinventou o personagem. O acadêmico Todd Steven Burroughs descreve a nova visão do Pantera Negra como "uma combinação do Batman de Frank Miller e do presidente sul-africano Nelson Mandela." Priest foi o primeiro criador negro a se tornar editor na Marvel. Inspirado pelo filme Coming to America, de Eddie Murphy, Priest e seus artistas retornaram à soberania fundamental de Wakanda. Ele revisitou Erik Killmonger e outros personagens introduzidos em "Panther's Rage", junto com novos personagens como o advogado do Departamento de Estado Everett Ross e as Dora Milaje, as guarda-costas femininas do Pantera. Em sua caracterização original, as Dora Milaje são belas adolescentes que são, oficialmente, esposas em potencial do Pantera. Diz-se que Dora Milaje se traduz do hauçá como "as adoradas." Priest fez o Deus Pantera outra forma da deusa egípcia Bastet, originalmente retratada como um gato preto.
A série de Priest-Texeira foi publicada sob o selo Marvel Knights em seu primeiro ano. O conceito inicial de Priest foi inspirado no Batman, mas também em um de seus inimigos, Ra's al Ghul, o misterioso líder da Liga dos Assassinos. Priest acreditava que esse "guerreiro africano temível" seria simplesmente intimidador demais para o universo Marvel. Priest diz que o recurso do personagem de Ross contribuiu muito para sua capacidade de escrever a série: "Percebi que poderia usar Ross para preencher a lacuna entre a cultura africana em que o mito do Pantera Negra está imerso e o público predominantemente branco para o qual a Marvel vende." Ele acrescentou sua opinião de que o Pantera Negra havia sido mal utilizado nos anos após sua criação inicial por Lee e Kirby.
Para reinventar o personagem, ele enfatizou o papel do Pantera Negra como um monarca de uma nação independente tecnologicamente avançada e, portanto, uma das figuras mais poderosas do universo Marvel. Influenciado por Chris Claremont e Frank Miller, ele buscou introduzir ambiguidade moral e complexidade política ao mundo do Pantera Negra. Priest também imaginou a série como uma sátira política, comparando-a a The West Wing. Na caracterização de Priest, T'Challa na verdade se juntou aos Vingadores para espioná-los, protegendo os interesses nacionais de Wakanda. Ta-Nehisi Coates disse que Priest "teve a clássica fase no Pantera Negra, ponto, e isso vai ser verdade por muito tempo."
Jim Dandeneau, do Den of Geek, também afirma que a fase de Priest é "provavelmente a fase definitiva do Pantera Negra. É aqui que Wakanda deixou de ser pano de fundo e começou a ser um lugar vivo, com geografia, política e história que contribuíam para sua profundidade e beleza. É também onde muito do que está na tela começou: Priest introduziu Everett K. Ross e as Dora Milaje quase imediatamente em sua primeira edição. Priest havia se separado da Marvel por vários anos antes de voltar para escrever esta série sob uma linha separada e independente dentro da Marvel, enquanto o resto da empresa falia ao seu redor."
O crítico cultural Douglas Wolk concorda que a fase de Christopher Priest estabeleceu a versão canônica do personagem, embora: "O tom da fase de Priest era completamente diferente de qualquer outra história do Pantera Negra antes ou depois – é basicamente uma comédia política – mas a ideia central de Priest era que T'Challa não é realmente um super-herói no sentido comum," mas sim um monarca. Ele também diz que a primeira edição da fase não faz sentido na primeira leitura e requer uma interpretação contínua das edições futuras. Ele argumenta que isso é único nos quadrinhos de super-heróis mainstream.

### Década de 2000
Black Panther #25-27 (dezembro de 2000 – fevereiro de 2001) reintroduziram Tempestade como um personagem importante no mundo do Pantera Negra. Priest pretendia seu caso de amor como um aspecto consistente de seu desenvolvimento, mas não acreditava que eles pudessem formar um relacionamento duradouro.
As últimas 13 edições da série de Priest (#50–62) viram o personagem principal substituído por um policial multirracial da cidade de Nova York chamado Kasper Cole, com T'Challa relegado a um personagem secundário. Esse Pantera Negra, que se tornou o Tigre Branco, foi colocado na série The Crew, publicada simultaneamente com as últimas edições de Black Panther. The Crew foi cancelada com a edição 7.
Em 2005, a Marvel começou a publicar Black Panther vol. 4, que durou 41 edições (abril de 2005 – novembro de 2008). Foi inicialmente escrita pelo cineasta Reginald Hudlin (até a edição #38) e desenhada por John Romita Jr. (até a edição 6). Hudlin é um escritor e diretor de Hollywood que na época era presidente da divisão de entretenimento da Black Entertainment Television. Ele queria adicionar "crédito de rua" ao título, embora tenha observado que a revista não era necessariamente ou principalmente voltada para um público afro-americano. Como influências para sua caracterização do personagem, Hudlin citou o personagem de quadrinhos Batman, o diretor de cinema Spike Lee e o artista musical Sean Combs. Os quadrinhos do Pantera Negra escritos por Hudlin venderam muito melhor do que qualquer série anterior com o personagem, incluindo a de Priest. De acordo com a Diamond Comic Distributors, Black Panther (2005) #1 foi o 27º quadrinho mais vendido em fevereiro de 2005. A série de Hudlin também recebeu atenção positiva de figuras fora do mundo dos quadrinhos, como Ice Cube e Ziggy Marley.
Em 2006, durante a fase de Hudlin, T'Challa se casa com Tempestade dos X-Men, e ela apareceu como um personagem coadjuvante proeminente em muitas histórias subsequentes. Leitores e críticos compararam o casamento ao relacionamento de Jay-Z e Beyoncé, embora eles não tenham se casado até dois anos depois. Esse casamento ocorre durante o evento Civil War da Marvel e apresentou uma trégua temporária no conflito dessa história. Posteriormente, como resultado do conflito entre super-heróis durante essa era, os dois personagens substituem o Sr. Fantástico e a Mulher Invisível no Quarteto Fantástico. Douglas Wolk observa que o casamento é o momento mais conhecido da fase de Hudlin e argumenta que a "admiração mútua levando ao matrimônio pareceu sair do nada," que nenhum dos dois tem muito em comum "além de serem super-heróis com padrões de fala um pouco formais e conexões com a África e a divindade," e que enquanto "um é um campeão de um grupo transversal, o outro é um monarca de uma nação física." Hudlin respondeu a tais críticas em uma entrevista de 2010, declarando que o casamento foi preparado por meses por duas histórias diferentes e que os dois personagens são perfeitamente compatíveis.
Na série de Hudlin, as Dora Milaje são claramente uma organização militar, com cabeças raspadas, em vez das atraentes adolescentes anteriormente estabelecidas por Priest. Além disso, Hudlin estabeleceu a complexa amizade de T'Challa com Luke Cage, outro super-herói negro proeminente criado vários anos após o Pantera Negra. Enquanto T'Challa é de uma nação africana que nunca foi colonizada, Cage é um super-herói de rua de Nova York de uma cultura vastamente diferente. Hudlin explora essas diferenças nas interações entre os dois heróis. Como Priest, Hudlin enfatiza o poder e a independência do Pantera Negra; como ele mesmo diz, T'Challa é "um jogador international igualmente à vontade na Conferência de Davos na Suíça, em reuniões com Colin Powell em Washington, descontraindo no Harlem com Bill Clinton e Al Sharpton, e intermediando acordos na costa de Cuba com Fidel Castro e o Príncipe Namor."
Em 2008, Jason Aaron concluiu a quarta fase do Pantera Negra com uma história de guerra sobre a batalha contra uma invasão Skrull em Wakanda, ligada ao evento Secret Invasion da Marvel. Black Panther vol. 5 foi lançado em fevereiro de 2009, com Hudlin, novamente como roteirista, introduzindo uma sucessora do Pantera Negra, a irmã de T'Challa, Shuri.
Tyler Huckabee, do IGN, incluiu a série de quadrinhos Black Panther de Hudlin em sua lista dos "10 Melhores Quadrinhos do Pantera Negra", afirmando: "A fase de Reginald Hudlin é mais tradicionalmente superheroica do que muitos outros títulos desta lista, apresentando vilões fantasiados e convidados especiais como os X-Men e Namor. Ela também introduz vários personagens que se tornaram peças-chave na vida do Pantera Negra (como sua irmã Shuri) e conta o que agora se tornou a história de origem definitiva."
Hudlin co-escreveu a edição #7 com Jonathan Maberry, que então se tornou o novo escritor, juntando-se ao artista Will Conrad.

### Década de 2010
Tanto T'Challa quanto Shuri lutam contra o Doutor Destino, ao lado de membros do Quarteto Fantástico e dos X-Men, na minissérie de seis edições Doomwar (abril – setembro de 2010). Doomwar introduz as Anjos da Meia-Noite, uma divisão blindada das Dora Milaje. Nesse período, T'Challa havia renunciado a seus poderes e foi substituído por sua irmã. No final da história, Destino rouba o suprimento de vibranium de Wakanda, e T'Challa destrói tudo em resposta.
T'Challa então aceita um convite de Matt Murdock, o super-herói Demolidor, para se tornar o novo protetor do bairro Hell's Kitchen, em Nova York. Sob o escritor David Liss e o desenhista Francesco Francavilla, ele se tornou o personagem principal em Daredevil a partir da edição #513 (fevereiro de 2011); a série foi renomeada para Black Panther: The Man Without Fear. Ele assume a identidade de Sr. Okonkwo, um imigrante da República Democrática do Congo, e se torna o proprietário de um pequeno restaurante para ficar perto do povo. Ele combate o crime de rua e vários inimigos do Demolidor, neste caso contando com sua própria habilidade atlética e sem os poderes tradicionais do Pantera Negra e a tecnologia de Wakanda. Ele também confronta uma nova versão do Hate-Monger, um emblema da Era de Prata do preconceito que representa a ideologia racista e anti-imigrante contemporânea. Em Fantastic Four #608, escrito por Jonathan Hickman, T'Challa encontra novamente a deusa pantera Bast. Bast revela que uma catástrofe virá a Wakanda e que T'Challa precisará renascer como um novo Pantera Negra. Seus poderes restaurados superam sua força anterior, e ele também recebe as memórias coletivas de todos os Panteras Negras anteriores. O Pantera Negra então participa do evento Avengers vs. X-Men. Como resultado desse conflito, seu casamento com Tempestade é anulado.
Por três anos, a partir de 2013, o Pantera Negra não teve sua própria série solo, mas apareceu como um dos principais membros dos Novos Vingadores, escrito por Jonathan Hickman. Hickman mais tarde lembrou que isso foi um plano consciente de marketing cross-media para levar a um relançamento do Pantera Negra coincidindo com o filme. Nessa série, o Pantera Negra trabalha com uma equipe secreta dos heróis mais poderosos, os Illuminati. Ele frequentemente se vê dividido entre as necessidades de sua nação específica e preocupações mais globais. Em particular, ele tem um conflito mortal com Namor, que é responsável por uma invasão sangrenta de Wakanda. O Pantera Negra então se junta aos Supremos, escrito por Al Ewing. O grupo luta contra Galactus.
Ta-Nehisi Coates escreveu várias séries best-sellers do Pantera Negra na década de 2010. Uma nova série Black Panther escrita por Ta-Nehisi Coates e desenhada por Brian Stelfreeze foi lançada em 2016. A Marvel pretendia que a série respondesse às preocupações contemporâneas de justiça social. Coates era anteriormente correspondente da The Atlantic e ganhou o National Book Award por seu ensaio Between the World and Me. Como Todd Steven Burroughs escreve: "O anúncio de que Ta-Nehisi Coates – o escritor que Toni Morrison chamou de herdeiro do romancista e ensaísta James Baldwin – iria escrever uma nova série contínua do Pantera Negra abalou tanto o Universo Marvel quanto a sociedade. Em seu primeiro arco, intitulado A Nation Under Our Feet, T'Challa enfrenta um levante popular contra sua monarquia. No final da história, Wakanda é reformada em uma democracia constitucional, com o Pantera Negra continuando como um rei figurativo em vez de um governante. Esta série introduz uma nova versão de The Crew, agora incluindo Tempestade, Luke Cage, Misty Knight e Manifold."
De acordo com a Diamond Comic Distributors, Black Panther (2016) #1 foi o quadrinho mais vendido em abril de 2016, enquanto #2 foi o 9º mais vendido em maio de 2016. A primeira edição recebeu críticas positivas da Comics Beat e do IGN. Os críticos acharam a segunda edição envolvente e incomum, mas enigmática. O crítico Todd Steven Burroughs caracteriza a história como "ultracerebral" e sugere que alguns dos autores anteriores do personagem podem tê-la considerado pretensiosa. Ele interpreta a história como uma fascinante desconstrução de Wakanda que remove "o que [Coates] pode chamar de muleta intelectual do nacionalismo negro" do mito do Pantera Negra.
No segundo arco de Coates, Avengers of the New World, a mitologia de Wakanda foi expandida, mostrando a deusa pantera Bast como membro de um panteão conhecido como Orixás, orixá é um termo iorubá para espírito ou divindade da mitologia iorubá, o panteão é composto por deuses egípcios e outras origens, como Kokou, um orixá do Benin. Coates também escreveu uma série de seis edições chamada Black Panther and the Crew que aborda o problema de assassinatos pela polícia e também sugere que o universo Marvel inclui vários super-heróis previamente desconhecidos da Conferência de Bandungue. Coates também co-escreveu uma nova série chamada Black Panther: World of Wakanda junto com Roxane Gay que detalhou mais sobre as Dora Milaje.
Em 2017, a escritora afrofuturista Nnedi Okorafor escreveu a série Black Panther: Long Live the King.
Em fevereiro de 2018, Christopher Priest, Don McGregor e Reginald Hudlin contribuíram cada um com uma história para Black Panther Annual #1
Na primavera de 2018, Coates escreveu uma nova série do Pantera Negra. Intitulada The Intergalactic Empire of Wakanda, esta é uma ópera espacial. De acordo com a Diamond Comic Distributors, Black Panther (2018) #1 foi o quinto quadrinho mais vendido em maio de 2018.
Oliver Vestal, do ComicsVerse, deu a Black Panther (2018) #1 uma pontuação de 97%, escrevendo: "Black Panther #1 foi um começo forte para a série. Ta-Nehisi Coates usa uma construção de mundo detalhada para estabelecer um enredo e personagens. Daniel Acuña usa uma mistura de detalhes borrados e claros e uma paleta escura para refletir o tom da edição." Jesse Schedeen, do IGN, deu a Black Panther #1 uma nota de 8,6 de 10, afirmando: "Black Panther #1 é um começo promissor para esta nova era da fase de Coates. É certamente diferente o suficiente das encarnações anteriores. E a arte de Acuña garante que a revista pareça melhor do que desde que Brian Stelfreeze a desenhava. A edição #1 dá aos leitores um novo começo com o personagem, ao mesmo tempo que oferece muitos incentivos para ficar e ver para onde esta estranha odisseia está indo."

### Década de 2020
Em 2021, John Ridley escreveu uma nova série Black Panther de cinco edições. De acordo com a Diamond Comic Distributors, Black Panther (2021) #1 foi o 10º quadrinho mais vendido em novembro de 2021.
Hannibal Tabu, do Bleeding Cool, deu a Black Panther #1 uma nota de 8,5 de 10, dizendo: "O segredo de T'Challa equilibra tanto os velhos caminhos de Wakanda, personificados pelo Lobo Branco, quanto a Wakanda moderna e igualitária que ele está tentando construir. Depois, há a narrativa visual de Juann Cabal, Federico Blee e Joe Sabino, que agradará os fãs de, bem, qualquer projeto da Marvel com Sebastian Stan, basicamente. Eles apresentam uma ótima cena de luta dos Vingadores (que também mistura um trabalho maravilhoso de personagem) com uma vista deslumbrante de uma Wakanda em evolução." Tim Adams, do ComicBook.com, deu a Black Panther #1 uma nota de 4 de 5, dizendo: "A nova era do Pantera Negra da Marvel começa de forma cativante. Enquanto o volume anterior de Ta-Nehisi Coates e Daniel Acuña ocorria principalmente nas estrelas, John Ridley, Juann Cabal e Federico Blue entregam os começos de uma história de espionagem. O artista Marvel Stormbreaker Juann Cabal está rapidamente se tornando um artista superstar após suas aclamadas fases em X-23 e Guardiões da Galáxia."
Em julho de 2022, a minissérie Wakanda foi anunciada, escrita por Stephanie Williams e ilustrada por Paco Medina, com uma série secundária intitulada History of the Black Panthers, escrita por Evan Narcisse e ilustrada por Natacha Bustos. Em agosto de 2022, a Marvel anunciou o one-shot Black Panther: Unconquered, escrito por Bryan Edward Hill e ilustrado por Alberto Foche.
Em janeiro de 2023, uma nova série Black Panther foi anunciada, escrita por Eve Ewing e ilustrada por Chris Allen.
De acordo com o sistema ComicHub nas lojas de quadrinhos locais que vendem quadrinhos americanos, Black Panther (2023) #1 foi o 11º quadrinho mais vendido em junho de 2023.
Hannah Rose, do Comic Book Resources, escreveu: "Black Panther #1 é um estudo sutil e humano de um personagem em mudança e de uma paisagem ficcional em transformação. Embora seja uma queima lenta em termos de ação e ofereça perguntas sem respostas fáceis, esta edição vale a pena ser conferida exatamente por essas razões." Charlie Ridgely, do ComicBook.com, deu a Black Panther #1 uma nota de 5 de 5, afirmando: "Se um rei não tem reino, no que ele se torna? Essa é uma das questões centrais que a escritora Eve L. Ewing se propõe a responder em sua nova e emocionante série Black Panther na Marvel Comics. Esta nova abordagem do icônico personagem remove muito do que sempre pensamos ser o Pantera Negra, focando em quem T'Challa é em seu cerne."
Em junho de 2023, Jonathan Hickman iniciou o projeto Ultimate Universe com Ultimate Invasion, que ignora tanto o Universo Ultimate original quanto os enredos de Venom, e mostra, em vez disso, o Criador se movendo para um novo universo alternativo e mudando-o com extensas viagens no tempo para evitar a existência da maioria. super-heróis e tornar-se seu líder inquestionável. No final da história, o Criador é derrotado e banido para dentro de uma cidade-domo impenetrável, mas seu grupo que administra as relações internacionais no estilo "poder por trás do trono" permanece uma ameaça; os novos quadrinhos se passam nesse contexto.
Bryan Edward Hill escreveu Ultimate Black Panther com arte de Stefano Caselli. A revista é sobre a Pantera Negra defendendo o continente africano das divindades Khonshu e Ra. Hill disse: "Fiquei revigorado com esta oportunidade porque, além do meu imenso respeito pela narrativa detalhada de Johnathan Hickman, a ideia de liderar esta nova e ousada abordagem da Pantera Negra neste evento me dá uma plataforma para fazer o tipo de narrativa ampla e épica. Sempre quis trabalhar com quadrinhos. Minhas influências vão desde a história dos quadrinhos dos Panteras Negras, ao trabalho incrível de Ryan Coogler com os filmes recentes, até a capacidade de construção mundial de Duna, de Frank Herbert. Isso é algo que as pessoas não esperam, da melhor maneira possível, e todo o crédito à Marvel e aos editores Wil Moss e Michelle Marchese por trazerem essa possibilidade criativa para mim."

## Biografia ficcional do personagem

### Background e primeiros passos
O Pantera Negra é o título cerimonial atribuído ao chefe da Tribo Pantera da avançada nação africana de Wakanda. Além de governar o país, ele também é chefe de suas várias tribos (coletivamente conhecido como Wakandas). O uniforme do Pantera é um símbolo oficial (chefe de estado) e é usado mesmo durante missões diplomáticas. O Pantera é um título hereditário, mas ainda é preciso ganhar um desafio.
No passado distante, um enorme meteorito maciço composto de vibranium - elemento que absorve o som, entre outras propriedades especiais - caiu em Wakanda e foi desenterrado a uma geração anterior a dos eventos do presente. Temendo que os estrangeiros explorassem Wakanda por este valioso recurso, o governante, rei T'Chaka, como seu pai e outros panteras antes dele, escondeu seu país do mundo exterior. A primeira esposa de T'Chaka, N'Yami, morreu no parto. Logo em seguida, T'Chaka se casou com Ramonda, que criou T'Challa amorosamente e o preparou como uma criança para herdar o manto da Pantera Negra e ser levado ao trono. No entanto, seu irmão adotivo Hunter o desprezava por considerá-lo responsável pela morte de sua mãe, enquanto seu meio-irmão Jakarra tinha um forte ressentimento por desejar o trono. T'Challa compartilhava um sincero afeto apenas com a meia-irmã Shuri. Algum tempo depois, quando o príncipe tinha apenas oito anos, Ramonda, visitando sua terra natal, a África do Sul, foi sequestrada por Anton Pretoriuse e não retornou, fazendo a família pensar que ela os tinha abandonado. Assim, T'Chaka criou os filhos sozinho. T'Chaka é assassinado pelo aventureiro Ulysses Klaw em uma tentativa de explorar o monte de vibranium. Com seu povo ainda em perigo, o jovem T'Challa usou a arma de som de Klaw, em Klaw e seus homens, quebrando a mão direita de Klaw e forçando-o a fugir.
T'Challa foi o próximo na linha de sucessão para ser o rei de Wakanda e o Pantera Negra, mas até que ele estivesse pronto para se tornar o líder da nação, seu tio S'yan, irmão mais novo de T'Chaka, passou com sucesso nas provas para se tornar o novo Pantera Negra. Enquanto estava em seu rito de passagem wakandano, T'Challa conheceu e se apaixonou pela aparente órfã Ororo Munroe, que cresceria e se tornaria Tempestade, membro dos X-Men. Ele foi obrigado a se separar de Ororo para cumprir seus deveres reais, retornando à sua terra natal e sendo enviado para completar seus estudos na Inglaterra, na Universidade de Oxford, onde obteve um doutorado em Física.
T'Challa ganhou o título e os atributos de Pantera Negra ao derrotar os vários campeões das tribos de Wakanda. Um de seus primeiros atos foi dissolver e exilar a Hatut Zeraze - a polícia secreta wakandana - e seu líder, seu irmão adotivo Hunter. Ele vendeu pequenas porções de vibranium para instituições científicas em todo o mundo, acumulando uma fortuna que ele costumava aplicar em tecnologia avançada. Mais tarde, para manter a paz, ele escolheu diversas mulheres de 18 tribos rivais para servir como Dora Milaje, sua guarda pessoal e esposas cerimoniais em treinamento. Ele então estudou no exterior por um tempo antes de retornar ao seu reinado.
Em sua primeira aparição publicada, o T'Challa, agora adulto, convidou a equipe de super-heróis americana Quarteto Fantástico para Wakanda, depois os atacou e tentou neutralizá-los individualmente para testar-se e poder ver se estava pronto para enfrentar Klaw, que substituiu sua mão direita quebrada por uma arma sônica. Os quatro conseguiram se reunir e bloquear T'Challa em um contra-ataque em equipe, permitindo que o rei impressionado se abaixasse e se explicasse a eles. O soberano formou uma amizade com o Quarteto Fantástico, se tornando um aliado. Eles ajudaram T'Challa que, por sua vez, os ajudou contra o Homem Psíquico. O que o leva a ser convidado pelo próprio Capitão América. Pantera Negra viajou da nação africana fictícia de Wakanda para Nova York, para se juntar à equipe de super-heróis Vingadores, aparecendo na revista do grupo nos próximos anos. Inicialmente, o rei aceita a oferta apenas para poder espionar o grupo, a quem considera um potencial perigo para seu país, mas, ao permanecer no grupo, entende que eles agem pelo bem da humanidade e se torna um dos membros mais leal ao grupo, lutando contra a Irmandade de Mutantes, os Mestres do Terror, Ultron, o Centurião Escarlate, o Circo do Crime, o Homem Gorila, o trio de supervilões composto por Cabeça de Ovo, Mestre dos Bonecos e o Pensador Louco, o Espadachim, a HIDRA, Kang, o Conquistador e o Esquadrão Sinistro. Ele conhece a cantora americana Monica Lynne, com quem ele se envolve romanticamente. Ele ajuda os Vingadores a derrotar os segundos Filhos da Serpente e depois revela sua verdadeira identidade na televisão americana.
O Pantera Negra também colabora em numerosas ocasiões com o Demolidor, de quem ele consegue deduzir a verdadeira identidade e com quem estabelece uma profunda amizade.

### Homem sem Medo
Após os acontecimentos de "Shadowland", Matt Murdock (o super herói Demolidor) pede a T'Challa que o substitua como guardião da Cozinha do Inferno, o que dá a T'Challa a chance de se descobrir. Com a ajuda de Foggy Nelson, T'Challa assume a identidade do Sr. Okonkwo, um imigrante da República Democrática do Congo e gerente de uma lanchonete chamado Devil's Kitchen, para que ele possa se misturar como um homem comum e aprender sobre os habitantes. Ele se relaciona bem com dois funcionários da cozinha: Sofija, uma imigrante da Sérvia que anteriormente estava envolvida no violento nacionalismo sérvio, e  Brian. Ele também conhece alguns dos vizinhos de seu quarteirão: o Sr. Nantakarn e seu filho Alec, bem como Iris, uma assistente social designada para lidar com casos de abuso infantil.

### Wakanda novamente
Pouco depois, o Demolidor retornavolta à Cozinha do Inferno e T'Challa retorna a Wakanda, servindo como o segundo para sua irmã, Shuri. Em preparação para um ataque próximo em Wakanda, como parte do enredo dos Vingadores vs. X-Men, a Deus Pantera Bast retorna as habilidades de T'Challa. Empoderado pela Fênix, Namor destrói Wakanda com uma maré gigante. Voltando à ajuda, Tempestade está atordoada quando o Pantera Negra a informa que seu casamento foi anulado.

### Retorno para Wakanda
Depois de receber numerosas cartas oficiais urgentes pedindo-lhe que voltasse a sua terra natal cada vez mais problemática, o Pantera Negra finalmente deixa os Vingadores, viaja com Lynne e encontra Wakanda à beira de uma guerra civil. Depois de vencer o poderoso usurpador Erik Killmonger e seu bando, Pantera Negra se aventura no Sul dos Estados Unidos para combater a Ku Klux Klan. Mais tarde, ele ganha posse dos artefatos místicos que mudam o tempo, conhecidos como Sapos do Rei Salomão. Estes produzem uma versão alternativa de T'Challa de 10 anos no futuro. Essa versão futura possui um aneurisma cerebral terminal e T'Challa o coloca em estase criogênica.
Mais tarde, ao procurar e encontrar sua madrasta Ramonda, o Pantera Negra luta combate autoridades sul-africanas durante o Apartheid. T'Challa finalmente propõe e se compromete com Monica Lynne, embora o casal nunca se case.
Anos depois, o Pantera Negra aceita um enviado de Washington, D.C., Everett K. Ross, e enfrenta múltiplas ameaças à soberania de Wakanda. Ross ajuda-o em muitas dessas ameaças. Em gratidão, o Pantera Negra muitas vezes arrisca muito por Ross. A primeira ameaça que ele e Ross encontram é "Xcon", uma aliança de agentes de inteligência desonesta que apoia um golpe liderado pelo Reverendo Achebe. Depois, Killmonger ressurge com um plano para destruir a economia de Wakanda. Isso obriga T'Challa a nacionalizar empresas estrangeiras.  Killmonger, em seguida, o derrota no combate ritual, herdando assim o manto do Pantera Negra, mas cai em coma ao comer a erva em forma de coração, venenosa para qualquer pessoa fora da linhagem real, que tinha uma imunidade hereditária aos seus efeitos tóxicos. T'Challa preserva a vida de seu rival ao invés de permitir que ele morra.
Mais tarde, T'Challa descobre que ele tem um aneurisma cerebral como seu futuro alternativo e sucumbe à instabilidade e alucinações. Depois de seu estado mental quase provocar a guerra tribal, o Pantera Negra entrega o poder ao seu conselho  e se esconde na cidade de Nova York. Lá, o mentor do policial Kasper Cole (que adotou um traje abandonado do Pantera Negra), testa uma experiência que dá a T'Challa a força para enfrentar sua doença, recuperar sua posição e retornar a uma participação ativa nos Vingadores, a quem ele ajuda a garantir um status especial nas Nações Unidas.

### Volume 4: Casamento e passagem do manto
T'Challa relata a história de sua ascensão como Pantera Negra. Ele derrotou seu tio durante a celebração do Pantera Negra e durante seu walkabout, quando se conheceu e se apaixonou por um garota de rua chamada Ororo no Cairo, Egito. Sem o conhecimento dele, o governo dos Estados Unidos estava planejando um golpe para ter acesso ao vibranium. Eles permitem que Klaw recrute uma equipe de vilões para sustentar seu vizinho totalitário, o Nigandia. Klaw recruta Rino, Cavaleiro Negro, Batroc e Homem Radioativo para liderar a invasão. O governo dos Estados Unidos, então, envolve um exército de deathloks para "apoiar" T'Challa e justificar uma invasão, mas T'Challa mata Klaw e Tempestade derrota o exército de deathloks em um furacão.
T'Challa então ajuda sua antiga paixão Ororo Munroe a se reunir com seus familiares sobreviventes na África e nos Estados Unidos. Pouco depois, ele propõe e os dois se casam em uma grande cerimônia wakandana, assistida por muitos super-heróis. Uma das primeiras tarefas do casal é embarcar em uma turnê diplomática, na qual visitam os Inumanos, o Doutor Destino, o Presidente dos Estados Unidos e Namor, com apenas o último terminando bem. Após a morte de Bill Foster ao lado de Pantera Negra e Tempestade com as forças anti-registro do Capitão América.  Durante a batalha final entre os dois lados, a embaixada de Wakanda em Manhattan está fortemente danificada, embora nenhum Wakandans esteja ferido.  Após o confronto, o Pantera e a Tempestade preenchem brevemente os membros da Quarteto Fantástico, Reed e Sue Richards, antes de retornarem a Wakanda.
Ao retornar a Wakanda sozinho, deixando Tempestade em Nova York para ajudar os X-Men, Pantera Negra enfrenta Erik Killmonger, derrotando-o com a ajuda de Monica Rambeau (a.k.a. Pulsar). Depois, Wakanda defende os cambojanos alienígenas, os Skrulls, que se infiltraram como parte de seu plano de "Invasão Secreta" para conquistar a Terra. O Príncipe Namor tenta recrutar T'Challa para o Cabal, um conselho secreto dos supervilões. Atacada pelas forças do colega membro do Cabal, Doutor Destino, T'Challa entra em coma. Sua irmã Shuri é treinada como a próxima Pantera, com o manto passando para ela oficialmente depois que T'Challa desperta de seu coma e tenta se recuperar de seus ferimentos.
Depois disso, T'Challa perde todos os seus atributos aprimorados que lhe são dados por ser o totem da pantera. Como resultado, ele trabalha com seu feiticeiro, Zawavari, para se recuperar. Ele já fez um pacto com outra divindade Pantera desconhecida, retornando seus atributos para um nível ainda maior, além de colocar encantamentos em seu corpo, tornando-se altamente resistente à maioria dos assaltos mágicos e místicos. Tudo isso foi feito em preparação para a iminente batalha com Doutor Destino,  que culminou em T'Challa tornando todo o vibranium processado inerte para dar a seu povo uma chance de reconstruir sem sua dependência do elemento.

### Incursão
Depois de testemunhar uma Terra alternativa sobre Wakanda sendo destruída pelo Cisne Negro, T'Challa reforma os Illuminati com Fera que substituem o agora falado Charles Xavier - para enfrentar a ameaça das Incursões.

### Guerras Secretas
Quando a Incursão final ocorre durante o enredo das Guerras Secretas, resultando em todas as realidades que se desmoronam em uma Terra, o Pantera Negra é um dos poucos heróis a sobreviver.

### All-New, All-Different Marvel
Como parte de All-New, All-Different Marvel, o Pantera Negra é um membro do Ultimates.
Durante o arco "Guerra Civil II" de 2016, o Pantera Negra representa Wakanda no conselho administrativo do "Programa Espacial Tropa Alfa". Ele fica ao lado da Capitã Marvel ao precisar da ajuda de um Inumano que possa prever o possível futuro chamado Ulysses Kain. Pantera Negra e Shuri participam da luta contra o Leviathon Tide.
Durante o reinado da Hidra sobre o mundo liderado por Arnim Zola, Barão Zemo e Steve Rogers, Pantera Negra é capturado por se opor a este regime, e levado para uma sala contendo. Uma vez que Pantera Negra e Zemo estão sozinhos, o Soldado Invernal resgata o Pantera Negra. Pantera Negra confia o inconsciente Zemo ao Soldado Invernal, enquanto Rogers e Zola estão no laboratório secreto. Pantera Negra descobre que Zola infundiu uma lavagem cerebral do Capitão América com um Cubo Cósmico, usando uma tecnologia de Stark roubada e modificada pelo próprio Zola, e avisou seus a seus aliados a se retirarem de um Steve Rogers movido a Cubo Cósmico, mas é tarde demais. Mesmo que um dos heróis saiba que não pode derrotar a Suprema Hidra Rogers, o Soldado Invernal, o Capitão América (Sam Wilson) e o Homem-Formiga (Scott Lang) enganam Rogers, entregando-lhe o último fragmento do cubo. Soldado Invernal e Homem-Formiga roubam o cubo de Rogers antes dele usar todo o seu potencial e trazer de volta Kobik  e o verdadeiro Steve Rogers. Após a derrota do Supremo Hidra, Steve Rogers, Pantera Negra estabelece sua missão de cruzar o universo com seu povo, encontrando um Império Intergaláctico de Wakanda no Planeta Bast, localizado no Sistema Estelar de Benhazin.

## Poderes e habilidades
À T'Challa foram dados poderes e aprimoramentos místicos pela Deusa Bast quando ele se tornou o Rei dos Mortos. Todas as suas capacidades humanas máximas foram elevadas à níveis sobre-humanos, a um ponto ainda desconhecido.
- Conhecimento do Pantera Negra: T'Challa tem o poder de extrair todo o conhecimento, força e cada experiência dos Pantera Negras anteriores.
- Força Sobre-Humana: T'Challa recebeu dons da Deusa Pantera Bast que elevou sua força a níveis sobre-humanos. Sua força física está entre levantar até 7 toneladas, embora os limites não sejam realmente conhecidos.
- Resistência Sobre-Humana: o corpo de T'Challa elimina a acumulação de células que produzem fadiga em seus músculos e sua própria musculatura gera consideravelmente menos células de fadiga do que os músculos de um ser humano comum, o que lhe confere níveis sobre-humanos de resistência. Sua capacidade pulmonar está no nível humano máximo, lhe permitindo prender a respiração durante 6 minutos debaixo d'água, fazendo seus pulmões tão saudáveis quanto os pulmões humanos podem ser.
- Agilidade Sobre-Humana: a agilidade, o equilíbrio, a flexibilidade, a destreza e a coordenação corporal de T'Challa são aprimoradas a níveis que estão além dos limites físicos naturais de um medalhista de ouro olímpico. Ele tem agilidade combinada às proezas acrobáticas dos aerógrafos e acrobatas de circo mais bem sucedidos.
- Reflexos Sobre-Humanos: o tempo de reação de T'Challa é superior ao de qualquer atleta olímpico. Seus reflexos são tão eficientes que ele pode se esquivar de tiros de arma à queima-roupa, se esquivar de balas de metralhadoras, fuzis e rifles sniper.
- Velocidade Sobre-Humana: T'Challa é capaz de correr e se mover a velocidades superiores às de qualquer atleta olímpico, e é capaz de atingir velocidades de até 70 km/h. Ele pode atacar mais rápido do que os olhos podem acompanhar. Sua velocidade em combate parece mais realçada do que qualquer outra coisa, podendo derrubar inimigos fácil e rapidamente e até puxar suas armas já engatilhadas.
- Durabilidade Sobre-Humana: a pele, os ossos e os tecidos musculares de T'Challa são aprimorados a níveis consideravelmente mais fortes e mais densos, seus tecidos são impermeáveis a lesões a uma extensão extraordinária.
- Vígor Super-Humano: T'Challa possui um vígor físico impressionante. Ele pode exercer-se fisicamente com todo um esforço por várias horas antes que as células de fadiga comecem a prejudicá-lo.
- Sentidos Aguçados: T'Challa pode ver com maior clareza à grandes distâncias do que um humano comum. Sua visão se estende para as áreas ultravioleta e infravermelha dos espectros eletromagnéticos, o que lhe permite enxergar na escuridão quase total e manter o mesmo nível de clareza. A audição de T'Challa é similarmente aprimorada, permitindo que ele detecte sons que os humanos normais não podem e sons que normalmente poderiam, porém a distâncias muito maiores. T'Challa pode memorizar milhares de aromas e cheiros. Seu olfato lhe permite reconhecer pessoas e objetos por cheiro, mesmo que estejam bem escondidos. Ele pode rastrear um alvo pelo cheiro e encontrá-lo no local exato, pode cheirar o medo e detectar se alguém está mentindo por alteração no odor corporal. O paladar de T'Challa é sensível ao ponto de provar os ingredientes exatos de qualquer alimento em particular que ele estiver comendo.
- Fator de Cura Acelerado: T'Challa é capaz de regenerar seus tecidos corpóreos e células cerebrais à um grau extraordinário, podendo curar ossos quebrados, músculos rasgados em questão de horas, mas é incapaz de regenerar membros ou órgãos perdidos. É imune a todas as doenças terrestres, infecções e distúrbios, é impermeável a ataques de gás, venenos e toxinas nervosas de qualquer tipo e completamente resistente a doenças.
- Consciência Hiper-Cósmica: a exposição de T'Challa à mente de Galactus antes e depois de sua transição de "Devorador" para "Semeador de Mundos", fez com que ele começasse a ter visões de sua vida no dia-a-dia. Ele estava começando a ver e sentir o acontecimentos em torno do Universo e os acontecimentos fora dele também.

### Habilidades
- Exímio Caçador: mesmo sem seus sentidos sobre-humanos, ele ainda é um mestre da caça. Ele pode sentir e memorizar o cheiro de suas presas independente de suas raças.
- Intelecto Genial: seu intelecto faz com ele seja tido como uma das oito pessoas mais inteligentes da Terra. T'Challa conseguiu alcançar grandes objetivos, como um doutorado em física pela Universidade de Oxford. Ele também combinou alquimia com ciência para criar um novo campo científico chamado Física da Sombra, uma disciplina perigosa que lhe permitiu rastrear Vibranium a um nível quântico, criar armas de artesanato que seriam particularmente eficazes contra Vibranium e criar um dispositivo de teletransporte instável.
- Exímio Inventor: ele tem capacidade para inventar vários dispositivos com propriedades especiais quando necessário. Embora nem todas as suas invenções sejam tão boas quanto as de Tony Stark, ele possui habilidades em engenharia e um intelecto que o tornam capaz de inventar e criar armamentos com várias aplicações tecnológicas. T'Challa também pode duplicar praticamente qualquer tipo de tecnologia depois de aprender e analisar seu funcionamento.
- Exímio Artista Marcial: T'Challa foi treinado para ser um guerreiro desde o nascimento. Ele é um especialista em praticamente todas as formas de combate armado e desarmado e um mestre em quase todas formas de artes marciais, incluindo formas africanas e desconhecidas.
- Grande Estrategista: T'Challa é um estrategista e líder praticamente inigualável. A ele, na juventude, foram ensinadas táticas e estratégias por seu pai que o incentivou a pensar sempre dois passos à frente dos inimigos e três passos à frente dos amigos. Sua proeza é tal que ele fora capaz de pensar e manipular indivíduos como Tony Stark.
- Alto Conhecimento Sobre Manipulação de Vibranium: T'Challa possui um vasto conhecimento sobre os manuseios e formas de aplicações tecnológicas do metal Vibranium, esse conhecimento passado de geração em geração lhe permitiu moldar o metal em seu traje, além de adicionar-lhe melhorias como garras retráteis e blindagem contra balas de armas de fogo e outros tipos de perfuramentos. Com esse conhecimento, sua nação se tornou uma das mais tecnológicas do mundo.
- Mestre Acrobata: T'Challa é um ginasta e acrobata rigorosamente treinado.
- Ótimo Atirador: Ele é um atirador adepto de facas de caça, armas de fogo, lanças e outros projéteis.
- Poliglota: Além de falar sua própria língua nativa, T'Challa também fala fluentemente inglês, espanhol, português e japonês, dentre outras línguas.
- Conexões Altamente Influentes: Como o Rei de Wakanda, o Pantera Negra tem acesso a uma vasta coleção de artefatos mágicos, hardwares tecnológicos e militares, bem como apoio da ampla gama de cientistas, aventureiros e heróis de sua nação.
- Imunidade Diplomática: Como líder de uma nação soberana, T'Challa visita frequentemente os EUA e as Nações Unidas por razões políticas, pois ele goza de imunidade diplomática durante essas viagens, e sua embaixada é considerada em solo estrangeiro.

## Outro Panteras Negras
O manto da Pantera Negra é passado de geração em geração entre os governantes de Wakanda, embora ainda deva ser merecido por meio de uma seleção severa envolvendo os melhores guerreiros da nação.

### Mosi / Pantera Negra (1.000.000 a.C)
Essa versão do Pantera Negra apareceu pela primeira vez em Marvel Legacy nº 1 (novembro de 2017). Mosi fez parte dos Vingadores de 1.000.000 a.C. Junto com o grupo, enfrenta os Celestiais.

### Olumo Bashenga
Olumo Bashenga apareceu pela primeira vez em Black Panther Vol. 1 nº 7 (janeiro de 1978) por Jack Kirby (roteiros e desenhos). Guerreiro sábio da Tribo Pantera, de acordo com as lendas, durante o tumulto onde o meteorito vibranium caiu no solo da aldeia, então composto de vários clãs, ele reuniu todos os clãs sob sua liderança para derrotar os habitantes transformados em "espíritos demoníacos". Como resultado, ele unificou e fundou a nação Wakanda, tornando-se seu primeiro rei e o primeiro a obter o título de "Pantera Negra", como ele conta de sua "conexão espiritual" com o Deus Pantera Bast que levou à fundação do Culto da Pantera.

### Nehanda
Durante o século 11, Nehanda estava entre os heróis da época que se tornaram um membro da versão dos Vingadores de 1.000 d.C.
Nehanda estava entre os fantasmas que T'Challa convocou para cônsul.

### M'Teli
M'Teli foi o Pantera Negra e governante de Wakanda há um século atrás. M'Teli é o marido de Imandla e pai de T'Chanda.

### T'Chanda (Azzuri)
T'Chanda também conhecido como Chanda, Azzari, Azzaria ou Azzuri, o Sábio foi o Pantera Negra e governante de Wakanda durante a Segunda Guerra Mundial, Chanda é o marido de Nanali e pai de T'Chaka e S'Yan. Distinguido por uma natureza excessivamente boa e compassiva, ele saudou o coronel nazista Fritz Klaue depois que ele entrou em seu reinado devido a um acidente de avião. Ao longo do tempo, os dois fazem uma espécie de amizade e Klaue desenvolve uma forte obsessão com a cultura de Wakanda, ao ponto de vir a tentar convencê-los a tornarem sua religião deísta em vez de espiritualista, o que causa forte atrito entre ele e Chanda, culminando com a morte de Nanali pelos nazistas e na sua posterior expulsão do país.
Ele é bem conhecido por superar facilmente seu aliado Capitão América e repelir as forças de invasão superpotentes nazistas de sua invasão durante a Segunda Guerra Mundial.
Ele foi mencionado pela primeira vez como Azzari, o Sábio, em Black Panther #1 (outubro de 1976), escrito e ilustrado por Jack Kirby. Aparece pela primeira vez em Fantastic Four Unlimited #1 (março de 1993) de Roy Thomas (roteiros) e Herb Trimpe (desenhos), onde foi chamado de Chanda.

### T'Chaka
T'Chaka apareceu pela primeira vez em Fantastic Four (Vol. 1) n. 53 (agosto de 1966) por Stan Lee (roteiro) e Jack Kirby (desenhos). O filho mais velho do rei Azzuri e a rainha Nanali, T'Chaka herda o trono e o título da Pantera Negra sobre a morte de seu pai, sendo ajudado em seus deveres de monarca pelo irmão mais novo e pelo conselheiro confiável S'Yan. Depois de ter se casado com uma mulher chamada N'Yami, acreditando que ela não pode ter filhos, ela adota uma criança com ela, Hunter, no entanto, ela mais tarde fica gravida e morre dando à luz seu primeiro filho, T'Challa; do relacionamento com uma mulher de outra tribo T'Chaka, então, tem um segundo filho, Jakarra, e finalmente se casou com Ramonda, uma mulher que cria seus filhos como dela e de quem ela tem sua única filha, Shuri, mas que posteriormente desaparece no nada, levando-o a acreditar que o abandonou. Para proteger o reino, T'Chaka instituiu uma política de forte isolacionismo, mas no decorrer de sua vida muitas vezes colaborou com agentes do governo dos Estados Unidos. Ele é morto por Ulysses Klaw depois de surpreendê-lo para extrair ilegalmente vibranium em seu reino.

### Erik Killmonger / N'Jadaka
Em Black Panther Vol. 3 nº 15 (fevereiro de 2000), Erik Killmonger desafia T'Challa em um duelo pelo trono, derrubando-o como rei de Wakanda e assumindo o papel de Pantera Negra. Ele entra em coma depois de tentar ingerir a erva em forma de coração para adquirir os poderes do Pantera Negra, já que ele não é de sangue real. O tempo de Killmonger como rei é de curta duração, no entanto, como ele é morto por Monica Rambeau durante o ataque de T'Challa para recuperar Wakanda.

### S'Yan
S'Yan, o veloz (S'Yan The Fast), apareceu pela primeira vez em Black Panther (Vol. 4) n. 2 (maio de 2005) por Reginald Hudlin (roteiro) e John Romita Jr. (desenhos). O segundo filho do rei Azzuri e da rainha Nanali, S'Yan é o conselheiro mais novo e de confiança de T'Chaka, depois da morte do irmão, embora não tenha vontade de reinar, concorda em ascender o trono até o sobrinho se tornar um adulto. Ironicamente, S'Yan, que nunca quis ser rei, se torna um dos monarcas mais queridos da história de Wakanda, mas, no entanto, quando T'Challa volta para casa e obtém o título de Pantera Negra, ele se alegra, voltando a desempenhar o papel de conselheiro real. Ele morreu durante a guerra com Latveria para defender Ramonda dos soldados do Doutor Destino.

### Shuri
Quando T'Challa termina em coma por causa do Doutor Destino, Shuri assume o posto de Pantera Negra e Rainha de Wakanda que, após a ascensão de seu meio-irmão ao posto de "Rei dos Mortos", cria pela primeira vez na história dois avatares da Deusa Pantera.

## Inimigos
- Erik Killmonger - Erik Killmonger, nascido como N'Jadaka, apareceu pela primeira vez em Jungle Action (Vol 2) nº 6 (setembro de 1973). Ele é um nativo de Wakanda que é exilado do reino depois que seu pai N'Jobu foi morto por Klaw. N'Jadaka se muda para Harlem, Nova York, onde ele passa a usar o nome de Erik Killmonger, e obtém um doutorado em engenharia no Massachusetts Institute of Technology.[213] Killmonger aplica tecnologia Wakandana, conhecimento tático e experiência de combate em sua busca de vingança contra T'Challa por seu exílio, e contra Klaw, pelo assassinato de seu pai.
- Homem-Gorila  - Apareceu pela primeira vez em Avengers (Vol 1) nº 62 (março de 1969), M'Baku é o líder do povo Jabari, uma das várias tribos de Wakanda. Com a ajuda de seu Culto do Gorila Branco, ele planeja derrubar T'Challa e proibir o uso de toda a tecnologia avançada em Wakanda, revertendo o reino para uma era tradicional e arcaica. Ele tem habilidades de combate corpo a corpo e adquire força e durabilidade sobre-humanas após realizar um ritual místico que envolve matar e consumir a carne de um gorila branco.[214]
- Klaw - Ulysses Klaue, também conhecido como Klaw ou Garra Sônica, apareceu pela primeira vez em Fantastic Four (Vol 1) nº 53. Um físico com profundo desejo de obter o Vibranium, Klaw é responsável pelos assassinatos do pai de T'Challa, T'Chaka, e do pai de Killmonger, N'Jobu. Ele é capaz de transformar seu corpo em uma sólida construção de som vivo, graças a um dispositivo movido por Vibranium. Ele tem um poderoso dispositivo de emissão de som no lugar de sua mão direita, que foi cortada por T'Challa depois de testemunhar a morte de seu pai. Seus poderes, tecnologia e intelecto genial fazem dele um adversário formidável para o Pantera Negra.[215]
- Malice (Nakia): Wakandana mutante com força, velocidade e agilidade sobre-humanas. Ela é uma ex-Dora Milaje (prometida cerimonial/guarda-costas) de T'Challa.

## Recepção
Pantera Negra foi classificado como o 79º maior personagem de quadrinhos pela revista Wizard. O IGN classificou o personagem como o 51º maior herói de história em quadrinhos, afirmando que o Pantera Negra poderia ser considerado o equivalente do Batman na Marvel; ele também foi o décimo na lista de "Os 50 Maiores Vingadores". Em 2013, o site ComicsAlliance classificou o Pantera Negra como o nº 33 em sua lista dos "50 personagens masculinos mais sexy dos quadrinhos".

### Volume 3
O jornalista Joe Gross elogiou Christopher Priest por sua caracterização do Pantera Negra, afirmando que o escritor "transformou um ícone subutilizado no lócus de uma complicada aventura ao levar a Pantera Negra à sua conclusão lógica. T'Challa (o personagem-título) é o governante enigmático de uma nação africana tecnologicamente avançada, ligeiramente xenófoba, então ele age assim ". Gross aplaudiu a "inteligência infinita, caracterização nítida, sofisticação narrativa e quadros explosivos".
O jornalista e crítico de histórias em quadrinhos Mike Sangiacomo, no entanto, criticou a estrutura narrativa. "A escrita fraturada de Christopher Priest está me dando nos nervos. Como os quadrinhos do Homem-Aranha, eu quero gostar do Black Panther, mas a abordagem deliberadamente desordenada de escrever de Priest é simplesmente boba. Eu sei que é um estilo, mas ele tem que fazer isso toda edição?".
O repórter Bill Radford citou preocupações semelhantes quando o título acabou de ser lançado. "Eu aprecio a noção de ver o Pantera Negra através dos olhos de um homem comum, mas o Pantera é quase relegado ao status secundário em seu próprio título. E a narração de Ross salta tanto com o tempo que eu sinto como seu chefe, que ao tentar fazer com que Ross lhe contasse o que aconteceu, reclama: "É como assistir a Pulp Fiction" de trás para frente. Minha cabeça está explodindo."

### Volume4
A Publishers Weekly fez uma crítica negativa ao primeiro arco, "Who Is the Black Panther?", uma versão moderna da origem do personagem, dizendo: "Sua narrativa é exagerada. Não é provável que apele para os fãs da versão mais recente do personagem, mas é muito atolado na obscura continuidade da Marvel para atrair o leitor mais geral. O enredo consegue ser complicado, sem nunca se tornar absorvente ".
O jornalista Shawn Jeffords, citou a falta de aparições do personagem-título na primeira edição, chamou a nova série de um "lançamento bastante inexpressivo". Jeffords também disse que a falta de familiaridade da audiência geral era um obstáculo. "Ele nunca foi um personagem famoso e para torná-lo um será difícil".

## Outras versões

### Terra-355
Em, uma realidade alternativa, T'Challa usa a identidade de Coal Tiger, nessa realidade, Sersi mata os Vingadores e Coal Tiger é último remanesce do grupo.

### Age of Ultron
No arco de história Age of Ultron, o Pantera Negra contata o Quarteto Fantástico e os informa que Ultron invadiu a Terra com um exército de Sentinelas Ultron.  Pantera Negra foi mais tarde visto com o Hulk Vermelho e o Treinador em Chicago espionando alguns Sentinelas Ultron.

### Amalgam Comics
Tigre de Bronze é o governante de Wakanda e é chamado B'Nchalla; um amálgama do Tigre de Bronze (DC Comics) e do Pantera Negra (Marvel).

### Avengers Forever
Em Avengers Forever, o Capitão América e Golias visitam uma linha de tempo alternativa, onde os invasores marcianos derrubaram a Terra. Um velho Pantera Negra lidera a versão desta realidade dos Vingadores, que consistem em Jocasta, Relâmpago Vivo, Killraven, Dínamo Vermelho e Tundra.

### Civil War
Em uma realidade alternativa onde a Guerra Civil entre o Homem de Ferro e o Capitão América nunca terminou, o Pantera Negra foi morto ao lado de Maria Hill depois de ativar o mecanismo de autodestruição da prisão 42. Ele é sucedido por seu filho, Azari, que assume o manto da Pantera Negra. Mais tarde, revelou-se que o Pantera Negra que destruiu a Prisão 42 era na verdade a rainha Veranke da raça alienígena Skrull, que roubara a identidade de T'Challa para manipular e prolongar a Guerra Civil de acordo com suas próprias necessidades.

### Terra-6606
T'Challa é Chieftain Justice, um membro da Captain Britain Corps, em Excalibur nº44 (1991).

### Earth-X
No universo alternativo de Terra X, T'Challa foi afetado pelo evento que impulsiona o enredo. Como a maioria da humanidade, ele sofre uma mutação; neste caso, para se tornar uma pantera negra humanoide. Ele é confiado com o Cubo Cósmico pelo Capitão América, que sabe que T'Challa seria o único a resistir a usar isso e nunca devolver isso se solicitado. Na verdade, o Capitão América pede de volta e T'Challa é obrigado a recusar.

### Exiles
Uma versão alternativa do Pantera Negra, chamada simplesmente "Pantera", é resignado para a equipe interdisciplinar de super-heróis, os Exilados. O  Pantera é filho de T'Challa e Tempestade e é chamado de T'Chaka, mesmo nome de seu avô. Originário da Terra-1119, ele foi emboscado por Klaw enquanto examinava algumas ruínas. Pego na explosão de Klaw, o Pantera foi arrancada do tempo e colocada no grupo. Ao contrário do estoico Pantera Negra do universo tradicional, O Pantera é um conquistador. Após sua morte assumida na Terra-1119, sua irmã assumiu o manto da Pantera Negra.

### Fox Kids
Pantera Negra aparece nas edições nº 1, nº 6 e nº 7 da série de quadrinhos da Marvel Comics /Fox Kids com base na série animada The Avengers: United They Stand.

### Mangaverse
T'Challa aparece em Marvel Mangaverso Volume 2 como um homem com uma pantera de estimação. Ao convocar os espíritos, T'Challa e sua pantera se combinam para se tornar o Pantera Negra. Ele também se tornou o Falcão. Este Pantera Negra foi interesse romântico de Tigresa. A irmã de T'Challa, T'Chana, revela-se como o Doutor Destino desse universo.

### Marvel 2099
Em Marvel 2099, uma Wakanda muito enfraquecida será governado pela princesa Okusana. Temendo que ela não esteja pronta, ela pede ajuda do Doutor Destino para ressuscitar Thandaza, seu avô e um ex-Pantera Negra. Doom (que afirma ter concordado com a proposta por respeito por T'Challa) e os cientistas wakandanos revivem Thandaza em um corpo cibernético feito de vibranium, mas o plano vai mal quando Mkhalali, o atual Guardião Pantera, abre fogo em Thandaza, acreditando que sua ressurreição seja uma abominação. O ataque tira as calibrações e deixa Thandaza em estado de tristeza e dor constante, fazendo com que ele fique com uma fúria sangrenta. Doom é finalmente forçado a matar Thandaza, que o agradece por acabar com seu sofrimento.
Na realidade unificada da Marvel 2099 da Terra-2099, T'Shamba é o Pantera Negra. Ele aparece como membro da versão de 2099 dos Novos Vingadores. Durante a luta com a versão de 2099 dos Mestres do Terror, o Pantera Negra perdeu a mão quando foi cortada pelo raio derretido de Melter . Apesar do que aconteceu com sua mão, o Pantera Negra conseguiu derrotar Melter.

### Marvel Knights 2099
O Pantera Negra apareceu em um one-shot de Marvel Knights 2099, que não estavam ligados à continuidade principal de 2099. Um novo Pantera Negra, K'Shamba, levantou-se para lutar e frustrar as invasões crescentes pelo sucessor do Doutor Destino. Enquanto a vitória sobre o novo Doom apareceu triunfante, o novo rei wakandano foi finalmente revelado como uma fantoche do Doutor Destino.

### Marvel Zombies
O Pantera Negra é, em sua maior parte, um dos poucos super-heróis não infectados na série de universo alternativo Marvel Zombies.

### MC2
No universo MC2, o Pantera Negra tem um filho chamado T'Chaka II, que se juntou ao A-Next como o Coal Tiger.

### Mutant X
Na realidade Mutant X, o Pantera Negra teve a aparência de uma pantera negra humanoide. Ele está entre na segunda leva de heróis que morreram lutando contra o Beyonder.

### Ultimate Marvel
Na continuidade da linha editoral Ultimate Marvel, Pantera Negra é T'Challa Udaku, um jovem que é experimentado no programa Arma-X antes de ser libertado por Nick Fury.
T'Challa, o filho mais novo do rei T'Chaka de Wakanda, está gravemente ferido durante o "Desafio do Pantera", do qual o protetor da nação é selecionado. Seu irmão mais velho, M'Baku, encontra T'Challa sangrando, mudo e perto da morte, mas o chama com ironia para tentar o Desafio. Mais tarde, M'Baku acrescenta que ele, não T'Challa, deveria ter sido escolhido. Com raiva de que seu pai decidiu compartilhar a tecnologia de Wakanda em troca da ajuda da América para salvar a vida de T'Challa, M'Baku sai do reino.
Para salvar T'Challa, T'Chaka o transforma no programa Arma-X. Mais de um ano depois, um T'Challa saudável, em seu traje completo de Pantera Negra, aumentou a velocidade, força, visão noturna e capacidade de cura. Além disso, ele pode invocar garras curtas de Adamantium, semelhantes a um gato, de seus nódulos, colocando as mãos em punhos. T'Chaka torna-se indignado ao saber que a S.H.I.E.L.D. (que encerrou o Arma-X e liberou T'Challa) agora considera seu filho um ativo dos Estados Unidos e da S.H.I.E..D. Ele posteriormente envia uma carta a M'Baku, alegando que M'Baku, e não T'Challa, é o "filho favorito" titular, e ele implora que M'Baku volte.
Fury tem o Capitão América treinando e servindo de mentor do Pantera Negra, que revela sua garganta danificada. Capitão América, simpatizando com a situação da Pantera, encoraja Fury a colocar o Pantera Negra na equipe de super-heróis, os Ultimates. Isso acaba por ser um ardil em que o Capitão América se faz passar pelo Pantera, permitindo que T'Challa fique e volte para casa em Wakanda.
Capitão América mais tarde personifica o Pantera Negra durante um confronto dos Ultimates com o Juggernaut.
Após o Ultimatum, o Pantera Negra se junta ao New Ultimates.

### Ultimate universe
Durante o enredo de "Ultimate Invasion", Maker visitou a Terra-6160 e a refez à sua própria imagem. T'Challa é o governante de Wakanda que tem Okoye como rainha. Após um pesadelo, T'Challa vai para a Cidadela do Conhecimento, onde seu pai T'Chaka trabalha. Quando T'Chaka assume que T'Challa teve outro pesadelo, ele afirma a T'Challa que os Deuses estão tentando falar com ele. T'Challa diz a ele para falar com a Mãe Divina do Voduk-Khan, que deseja o conselho de T'Challa. Chegando ao Templo do Vodu-Khan, T'Challa se encontra com Matrona Imala que afirma que os inimigos estarão no meio de Wakanda. Na Corte Real de Wakanda, Faxul e Anon contam a T'Challa sobre Lorde Ra e Lorde Khonshu. Tudo o que T'Challa e Okoye podem recomendar no momento é uma missão de reconhecimento para ver se são uma ameaça. Durante a Celebração da Vida anual de Wakanda, uma mulher-bomba que trabalhava para Lorde Khonshu e Lorde Ra invade o evento para eliminar T'Challa, apenas para T'Chaka empurrar T'Challa para fora do caminho e sofrer a explosão. Após T'Challa se tornar o Pantera Negra e ver os restos mortais de seu pai em chamas, ele dá ordens para chamar Okoye, Shuri e o Vodu-Khan enquanto cita "Nossos inimigos se autodenominam Cavaleiro da Lua. Wakanda está em guerra".

## Em outras mídias

### Literatura

#### Romances

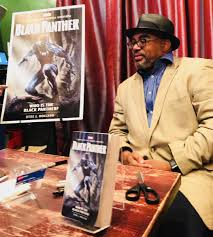
Jesse Jesse J. Holland com uma capa do livro Black Panther: Who is the Black Panther? (2017), desenhada por Gabrielle Dell'Otto.

- Jesse J. Holland. Black Panther: Who is the Black Panther? (2017)  ISBN 978-1302902674
- Jim McCann. Black Panther - The Junior Novel (2018) - romantização do filme Pantera Negra. ISBN 9780316413206
- Ronald L. Smith. Black Panther: The Young Prince (2018) ISBN 9781484787649
- Nic Stone. Shuri: A Black Panther Novel (2020) ISBN 9781338585476

#### Little Golden Books
Dois livros da coleção Little Golden Books foram publicados.
- Frank Berrios. Black Panther (2018) ISBN 9781524763886
- Frank Berrios. Warriors of Wakanda (2018) ISBN 9781984831729

#### Mighty Marvel Chapter Books
- Brandon T. Snider Black Panther: Battle for Wakanda (2018) ISBN 9781368020145

#### Miscelânea
- Wiacek, Stephen. (2018). Marvel Black Panther: The Ultimate Guide. ISBN 9781465466266
- Horne, Karama. (2022); Black Panther: Protectors of Wakanda: A History and Training Manual of the Dora Milaje from the Marvel Universe. ISBN 9780760375808
- Narcisse, Evan. (2022). Wakanda Atlas. ISBN 9780744050301
- Womack, Ytasha. (2023). Black Panther: A Cultural Exploration. ISBN 9780760375617

### Televisão
- O Pantera Negra aparece no episódio "Prey of the Black Panther" da série animada Fantastic Four, o personagem foi interpretado por Keith David.[246] Ele pede ao Quarteto Fantástico para ajudá-lo salvar Wakanda da invasão do Garra Sônica. Ele também faz uma aparição no episódio "Hopelessly Impossible".
- Em The Avengers: United They Stand, um retrato do Pantera Negra aparece na mansão dos Vingadores no primeiro episódio. Enquanto o Pantera Negra não aparece na desenho, ele é apresentado nos  quadrinhos baseados na série.
- Pantera Negra aparece no episódio "Prey of Panther" de Iron Man: Armored Adventures  interpretado por Jeffrey Bowyer-Chapman. Nesta série, o Pantera Negra usa uma armadura inspirada em uma pantera e seu pai foi morto por Moses Magnum. Ele retorna no episódio "Line of Fire" e no final da série em "The Makluan Invasion" Partes I e II.
- Pantera Negra aparece no episódio "Tremble at the Might of MODOK" de Esquadrão de Heróis, interpretado por Taye Diggs. Como nos quadrinhos, ele está em um relacionamento com a Tempestade.
- A Marvel Animation e BET produziram uma série animada para horário o nobre. Djimon Hounsou fez a voz do Pantera Negra. a série foi produzida no estilo motion comic. e foi lançado em DVD nos EUA em janeiro de 2011. Em março de 2017, com o sucesso do primeiro filme live-action, a série foi disponibilizada gratuitamente no Youtube.[247]
- Pantera Negra aparece em The Avengers: Earth's Mightiest Heroes, interpretado por James C. Mathis III. Sua origem é contada no episódio "The Man in the Ant Hill", onde ele se torna o Pantera Negra depois que o Homem Gorila mata T'Chaka em combate com alguma ajuda invisível do Garra Sônica. No episódio "Quest Panther", ele conhece os Vingadores e se junta a eles. No entanto, no episódio "Who do you trust?", ele deixa a equipe devido à sua incerteza sobre seus companheiros e sua necessidade de proteger Wakanda dos Skrulls. Ele se junta novamente a equipe no episódio "Behold...The Vision!" após uma batalha com Visão. Ele foi considerado morto no episódio "Operation Galactic Storm", quando ele dirigia uma nave Kree para o sol. No entanto, assim que a nave está prestes a falhar, usa seu teletransporte para levá-lo a uma nave Kree do outro lado do buraco de minhoca. Na nave Kree, ele rouba uma nave menor, e segue os Vingadores para Hala. Pantera resgata Homem de Ferro, Visão, Gavião Arqueiro e Thor de um monstro, e os ajuda a libertar os outros. Em seguida, ele viaja de volta para a Terra com eles.
- O Pantera Negra aparece no episódio 29 da série de anime japonês Marvel Disk Wars: The Avengers, interpretado por Mahito Ōba. Ele aparece em episódios posteriores como o "segunda herói" de Jessica.
- T'Challa, o Pantera Negra aparece na série animada Avengers Assemble, com James C. Mathis III, retomando o papel. Avengers: Ultron Revolution, T'Challa foi visto pela primeira vez antes de uma assembléia sobre Wakanda quando Ossos Cruzados ataca para tirar T'Challa. Depois de se tornar o Pantera Negra e ajudar o Capitão América a lutar contra o Ossos Cruzados, T'Challa sai com o escudo do Capitão América, afirmando que foi roubado. Isso leva o Capitão América a trazer Homem de Ferro, Gavião Arqueiro e Thor para ir a Wakanda para recuperá-lo. Durante o confronto, Pantera  afirma que Howard Stark roubou vibranium para fazer o escudo do Capitão América. Para piorar as coisas, Ulysses Klaue parece ter acabado com o escudo do Capitão América ao usar um ataque de som no grupo. Ambos os lados trabalham para encontrar Klaue como o Capitão América dizendo para a Pantera Negra que T'Chaka deu o vibranium para Stark para fazer o escudo do Capitão América. Descobrindo o esconderijo de Klaue no Himalaia, os Vingadores e o Pantera Negra envolvem Klaue em uma armadura feita de vibranium. Com uma tática especial, os Vingadores e o Pantera Negra são capazes de tirar Klaue da armadura, o Pantera Negra planeja fazer Ulysses Klaue responder por seus crimes. Com a armadura de vibranium de Klaue na custódia de Wakandan, Pantera Negra muda sua opinião sobre os Vingadores e é convidado a participar do o grupo. Na quarta temporada da série: Pantera Negra torna-se o novo líder do All-New, All-Different Avengers (consistindo dele, Capitão Marvel, Homem-Formiga, Vespa, Visão e Ms. Marvel) depois que a equipe original desaparece. Em 22 de julho de 2017, a Marvel renovou Avengers Assemble para uma quinta temporada intitulada Avengers: Black Panther's Quest centrada em torno de T'Challa. Avengers: Black Panther's Quest também contou com os antigos Panteras Negras como Chanda (renomeado "T'Chanda" interpretado por Corey Jones),[248] uma Pantera Negra exclusiva da animação chamada Yemandi (voz de Anika Noni Rose)[249] e Bashenga (interpretado por Phil LaMarr).[250]
- Em 2016, o Disney XD lançou no Youtube o motion comic “Black Panther in… The Visitor”.[251]
- Pantera Negra aparecerá na série animada de Marvel's Spidey and His Amazing Friends, com voz de Tru Valentino.[252][253]

### Filmes
- O Pantera Negra aparece no filme animado lançado diretamente em DVD Ultimate Avengers 2: Rise of the Phanter (2006), produzido pela Lions Gate Entertainment, na trama, os Chitauris atacam a Terra para obter o meteorito de Vibranium de Wakanda, o pai de T'Challa, morre em combate, depois de se tornar rei e assumir o manto do Pantera Negra, T'Challa busca a ajuda do Capitão América, o general Nick Fury envia os Vingadores para ajudar o Capitão América.[254] Nesta versão, Wakanda é um país completamente isolado que não aceita receber estrangeiros de forma alguma e, além de seus métodos de combate habituais, o Pantera Negra também pode se transforma em uma pantera de verdade.
- No filme lançado diretamente em DVD, Next Avengers: Heroes of Tomorrow, o Pantera Negra tem um filho com a Tempestade chamado Azari. Pantera Negra foi chamado pela última vez para lutar ao lado dos Vingadores contra o robô Ultron, mas, não sobreviveu. Não se sabe o que aconteceu a Tempestade, depois da batalha com Ultron, Tony Stark (Homem de Ferro) levou Azari, juntamente com os filhos de outros membros caídos dos Vingadores.[255]
- Pantera Negra aparece no filme motion comic Marvel Knights: Wolverine vs. Sabretooth (2014). Quando Wolverine chega na África, Pantera Negra e Tempestade aparecem para ajudá-lo.
- Pantera Negra aparece no filme LEGO: Black Panther: Trouble in Wakanda, lançado em junho de 2018, novamente interpretado por  James C. Mathis III.[256]

#### Universo Cinematográfico Marvel

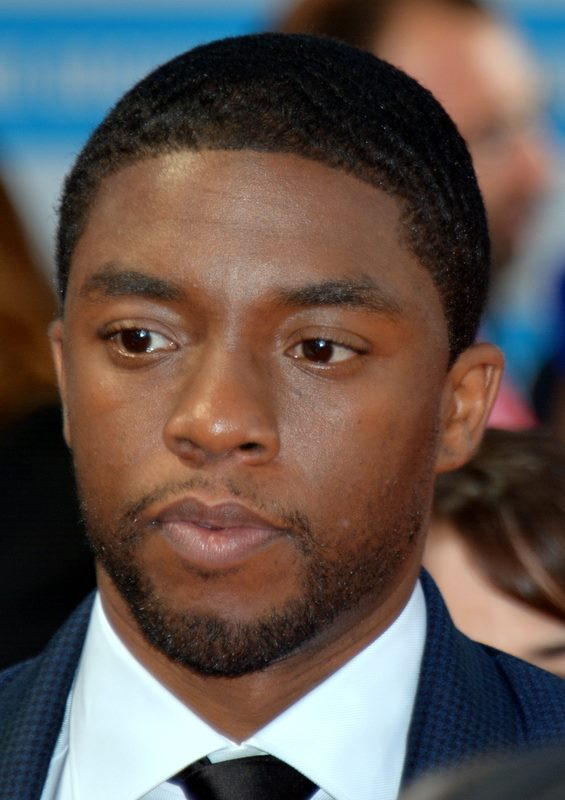
Chadwick Boseman em 2014.

- Um filme de Black Panther foi anunciado em 1992 pelo ator Wesley Snipes,[257] mas apenas em setembro de 2005, o diretor executivo da Marvel Entertainment, Avi Arad anunciou Black Panther como um dos dez filmes produzidos pela Marvel Studios e distribuídos pela Paramount Pictures.[258] Em fevereiro de 2007, o presidente da produção de Marvel Studios, Kevin Feige, afirmou que o filme Black Panther estava em desenvolvimento,[259] enquanto que em 2009 vários roteiristas foram contratados para encontrar uma maneira de transpor personagens menos conhecidos para o cinema, incluindo, o Pantera Negra.[260] Em janeiro de 2011, o documentarista Mark Bailey foi contratado para escrever o roteiro de The Black Panther,[261] que permaneceu em produção por mais três anos[262] até se tornar o filme anunciado na terceira fase do Universo Marvel Cinematográfico.

T'Challa foi interpretado por Chadwick Boseman nos filmes do Universo Cinematográfico da Marvel.
- Sua primeira aparição ocorre no filme lançado em 2016, Capitão América: Guerra Civil,[264][265] no filme, ele é mostrado exibindo maior velocidade, agilidade, força e durabilidade, o que ele ganha ao ingerir a erva em forma de coração, como nos quadrinhos.[266] Seu traje tem garras retráteis e é feito de um tecido de vibranium, que pode desviar do disparo da metralhadora pesada e resistir a ataques explosivos.  Durante os eventos da Guerra Civil, motivados pela vingança pela morte de seu pai durante a assinatura dos acordos sokovianos na ONU após Vingadores: Era de Ultron, T'Challa se junta ao time do Homem de Ferro para se opor ao Capitão América enquanto ele protege o Soldado Invernal.que teria praticado o ataque. Mas T'Challa descobre que o ataque de bombardeio foi na verdade foi organizado por Helmut Zemo para orquestrar sua própria vingança contra os Vingadores por inadvertidamente ter criado a crise de Sokovia que matou sua família. Depois de ouvir a confissão de Zemo como ele conseguiu transformar Stark e Rogers um contra o outro, T'Challa renuncia a sua vingança, evitando o suicídio de Zemo e entregando-o para Everett K. Ross. T'Challa concede a Rogers e Barnes um santuário em Wakanda, ao mesmo tempo em que ajuda na recuperação deste último de sua lavagem cerebral pela Hidra.
- Em 2018, Boseman retornou para um filme solo do Pantera Negra, intitulado Black Panther, onde T'Challa volta a casa como rei de Wakanda, mas encontra sua soberania desafiada pelo primo Erik Killmonger.[267] Ele usa uma nova variante do traje que pode absorver energia cinética (representada como reflexos púrpura) e liberá-lo como uma onda de choque púrpura, depois que energia suficiente foi acumulada. Também pode dobrar em um colar de prata. Durante o enredo do filme, depois de completar o ritual de sucessão, T'Challa se vê lidando com a oposição à sua nova posição em várias frentes.
- T'Challa aparece também em Vingadores: Guerra Infinita, No filme, T'Challa (Pantera Negra), Steve Rogers, Bucky, o resto dos Vingadores e alguns membros dos Guardiões da Galáxia tentam defender Wakanda do ataque dos batedores enviados por Thanos, que tenta reivindicar todas as joias do infinito para destruir metade do universo senciente. Quando seu plano é bem-sucedido, muitos dos cidadãos da Terra e os Vingadores começam a se desintegrar, com Pantera Negra entre eles.
- Boseman reprisa o papel em Vingadores: Ultimato, após ser revivido quando Bruce Banner ativa as joias do infinito para desfazer a dizimação de Thanos. Junto dos guerreiros de Wakanda, T'Challa se junta aos Vingadores em sua luta final contra Thanos e seu exército no complexo dos Vingadores. T'Challa também comparece ao funeral de Tony Stark. A menos que sejam usadas cenas gravadas novas produções do MCU, Avengers: Endgame marca a aparição final de Boseman como T'Challa/Pantera Negra, já que o ator faleceu em 28 de agosto de 2020, após uma batalha de 4 anos contra o câncer colorretal.[268]
- Chadwick Boseman está definido para reprisar seu papel como T'Challa na série animada do Disney +, What If...?, em um episódio sobre T'Challa se tornando o Senhor das Estrelas em vez de se tornar o Pantera Negra.[269]
- Em 2023, a Disney anunciou uma nova série animada chamada Eyes of Wakanda que contará as histórias dos ancestrais de T'Challa.[270]

### Videogames
- Em Marvel Ultimate Alliance, o Pantera Negra é jogável em todas as plataformas, sendo que seu ataque extremo é o Panther's Might e suas roupas são: Modern, Classic, Ceremonial e Holy Armor.
- Em Marvel Super Hero Squad, Pantera Negra está disponível na loja do jogo.
- Em Marvel Avengers Alliance, Pantera Negra está disponível na loja do jogo.
- Em Marvel Heroes 2015, Pantera Negra está disponível na loja do jogo.
- Em Marvel Future Fight, Pantera Negra é adquirido através de Biometria, Fenda Dimensional ou Baú Dimensional.
- Em LEGO Marvel Super Heroes, ele é adquirido ao fazer três missões para o próprio Pantera Negra.

### RPG de mesa
- Pantera Negra aparece no RPG de mesa "Marvel Super Heroes" publicado em 1984 pela TSR, Inc.. Ele também aparece em todas as atualizações e versões subsequentes.[271]

## Edições encadernadas

### Marvel Masterworks
| Título                                     | Publicada originalmente em                                                               | Ano  | ISBN                |
| ------------------------------------------ | ---------------------------------------------------------------------------------------- | ---- | ------------------- |
| Marvel Masterworks: Black Panther Volume 1 | Jungle Action nº 6–24                                                                    | 2010 | ISBN 978-0785141990 |
| Marvel Masterworks: Black Panther Volume 2 | Black Panther nº 1–15, Marvel Premiere nº 51–53, história curta de Marvel Team-Up nº 100 | 2016 | ISBN 978-1302900205 |

### Epic Collections
| Título                                                 | Publicada originalmente em                     | Ano  | ISBN                |
| ------------------------------------------------------ | ---------------------------------------------- | ---- | ------------------- |
| Black Panther Epic Collection Volume 1: Panther's Rage | Fantastic Four nº 52–53, Jungle Action nº 6–24 | 2016 | ISBN 978-1302901905 |

### Volume 1
| Título                               | Publicada originalmente em | Ano  | ISBN                |
| ------------------------------------ | -------------------------- | ---- | ------------------- |
| Black Panther by Jack Kirby Volume 1 | Black Panther nº 1–7       | 2005 | ISBN 978-0785116875 |
| Black Panther by Jack Kirby Volume 2 | Black Panther nº 8–13      | 2006 | ISBN 978-0785120698 |

### Volume 3
| Título                                                                | Publicada originalmente em                                                                                                   | Ano  | ISBN                |
| --------------------------------------------------------------------- | --- | ---- | ------------------- |
| Black Panther Vol. 1: The Client                                      | Black Panther Volume 3 nº 1–6                                                                                                | 2001 | ISBN 978-0785107897 |
| Black Panther Vol. 2: Enemy of the State                              | Black Panther Volume 3 nº 7–12                                                                                               | 2002 | ISBN 978-0785108290 |
| Black Panther by Christopher Priest: The Complete Collection Volume 1 | Black Panther vol. 3 nº 1–17                                                                                                 | 2015 | ISBN 978-0785192671 |
| Black Panther by Christopher Priest: The Complete Collection Volume 2 | Black Panther vol. 3 nº 18–35, Deadpool Vol. 3 nº 44                                                                         | 2015 | ISBN 978-0785198116 |
| Black Panther by Christopher Priest: The Complete Collection Volume 3 | Black Panther vol. 3 nº 36–49, nº 57–58; Incredible Hulk vol. 3 nº 33; Thor vol. 1 nº 370 material from Marvel Double-Shot 2 | 2016 | ISBN 978-0785195085 |
| Black Panther by Christopher Priest: The Complete Collection Volume 4 | Black Panther vol. 3 nº 50–56, nº 59–62; The Crew 1–7                                                                        | 2016 | ISBN 978-1302900588 |

### Volume 4
| Título                                                           | Publicada originalmente em | Ano  | ISBN                |
| ---------------------------------------------------------------- | --- | ---- | ------------------- |
| Black Panther: Who is the Black Panther?                         | Black Panther vol. 4, nº 1–6 | 2006 | ISBN 978-0785120483 |
| Black Panther by Reginald Hudlin: The Complete Collection Vol. 1 | Black Panther vol. 4, nº 1–18, X-Men Vol. 2 nº 175–176                                                                                   | 2017 | ISBN 978-1302907716 |
| House of M: World of M Featuring Wolverine                       | Wolverine vol. 3 nº 33–35, Black Panther vol. 4 nº 7, Captain America vol. 5 nº 10, The Pulse nº 10.                                     | 2006 | ISBN 978-0785119227 |
| X-Men/Black Panther: Wild Kingdom                                | Black Panther vol. 4, nº 8–9, X-Men vol. 2 nº 175–176                                                                                    | 2006 | ISBN 978-0785117896 |
| Black Panther: Bad Mutha                                         | Black Panther vol. 4, nº 10–13 | 2006 | ISBN 978-0785117506 |
| Black Panther: The Bride                                         | Black Panther vol. 4, nº 14–18 | 2006 | ISBN 978-0785121077 |
| Black Panther: Civil War                                         | Black Panther vol. 4, nº 19–25 | 2007 | ISBN 978-0785122357 |
| Black Panther by Reginald Hudlin: The Complete Collection Vol. 2 | Black Panther vol. 4, nº 19–34, Annual Vol. 4 nº 1                                                                                       | 2018 | ISBN 978-1302909475 |
| Black Panther: Four the Hard Way                                 | Black Panther vol. 4, nº 26–30 | 2007 | ISBN 978-0785126553 |
| Black Panther: Little Green Men                                  | Black Panther vol. 4, nº 31–34 | 2008 | ISBN 978-0785126577 |
| Black Panther: Back To Africa                                    | Black Panther vol. 4, nº 35–38, Annual nº 1)                                                                                             | 2008 | ISBN 978-0785124528 |
| Black Panther by Reginald Hudlin: The Complete Collection Vol. 3 | Black Panther vol. 4, nº 35–41, Black Panther Vol. 5 nº 1–6, Black Panther/Captain America: Flags of Our Fathers 1–4, Black Panther Saga | 2018 | ISBN 978-1302910358 |
| Black Panther: Secret Invasion                                   | Black Panther vol. 4, nº 39–41 | 2008 | ISBN 978-0785133971 |

### Volume 5
| Título                                      | Publicada originalmente em                                                                                   | Ano  | ISBN                |
| ------------------------------------------- | --- | ---- | ------------------- |
| Black Panther: The Deadliest of the Species | Black Panther vol. 5, nº 1–6                                                                                 | 2009 | ISBN 978-0785133421 |
| Black Panther: Power                        | Black Panther vol. 5, nº 7–12                                                                                | 2010 | ISBN 978-0785138617 |
| Doomwar                                     | Doomwar nº 1–6                                                                                               | 2011 | ISBN 978-0785147152 |
| Black Panther: Doomwar                      | Black Panther vol. 5, nº 7–12, Doomwar nº 1–6, Klaws of the Panther nº 1–4, Material from Age of Heroes nº 4 | 2017 | ISBN 978-1302904166 |

### The Man Without Fear/The Most Dangerous Man Alive
| Título                                                               | Publicada originalmente em                                                                                    | Ano  | ISBN                |
| -------------------------------------------------------------------- | --- | ---- | ------------------- |
| Black Panther: The Man Without Fear: Urban Jungle                    | Black Panther: The Man Without Fear nº 513–518 material from the X-Men Curse of the Mutants Spotlight         | 2011 | ISBN 978-0785145233 |
| Black Panther: The Man Without Fear: Fear Itself                     | Black Panther: The Man Without Fear nº 519–523, Black Panther: The Most Dangerous Man Alive nº 524            | 2012 | ISBN 978-0785152064 |
| Black Panther – The Most Dangerous Man Alive: The Kingpin of Wakanda | Black Panther: The Most Dangerous Man Alive nº 523.1, 525–529                                                 | 2012 | ISBN 978-0785160373 |
| Black Panther: The Man Without Fear – The Complete Collection        | Black Panther: The Man Without Fear nº 513–523, Black Panther: The Most Dangerous Man Alive nº 523.1, 524–529 | 2018 | ISBN 978-1302907723 |

### Volume 6
| Título                                                 | Publicada originalmente em                                | Ano                    | ISBN                |
| ------------------------------------------------------ | --------------------------------------------------------- | ---------------------- | ------------------- |
| Black Panther: A Nation Under Our Feet Book 1          | Black Panther' Vol. 6 nº 1–4, Fantastic Four Vol. 1 nº 52 | 13 de setembro de 2016 | ISBN 978-1302900533 |
| Black Panther: A Nation Under Our Feet Book 2          | Black Panther Vol. 6 nº 5–8                               | 24 de janeiro de 2017  | ISBN 978-1302900540 |
| Black Panther: A Nation Under Our Feet Book 3          | Black Panther Vol. 6 nº 9–12                              | 25 de abril de 2017    | ISBN 978-1302901912 |
| Black Panther Book 4: Avengers of the New World Book 1 | Black Panther Vol. 6 nº 13–18                             | 21 de novembro de 2017 | ISBN 978-1302906498 |
| Book 5: Avengers of the New World Part 2               | Black Panther Vol. 6 nº 13-18, 166-172                    | 12 de junho de 2018    | ISBN 978-1302909888 |

Oversized hardback (capa dura)
| Título                                         | Publicada originalmente em             | Data                   | ISBN                |
| ---------------------------------------------- | -------------------------------------- | ---------------------- | ------------------- |
| Black Panther Vol 1                            | Black Panther Vol. 6 nº 1–12           | 15 de agosto de 2017   | ISBN 978-1302904159 |
| Black Panther Vol 2: Avengers of the New World | Black Panther Vol. 6 nº 13-18, 166-172 | 27 de novembro de 2018 | ISBN 978-1302908959 |

Miscelânea
| Título                                       | Publicada originalmente em                                                                                               | Data                  | ISBN                |
| -------------------------------------------- | --- | --------------------- | ------------------- |
| Black Panther: World of Wakanda              | Black Panther: World of Wakanda nº 1–6                                                                                   | 27 de junho de 2017   | ISBN 978-1302906504 |
| Black Panther & the Crew: We Are the Streets | Black Panther & the Crew nº 1–6                                                                                          | 31 de outubro de 2017 | ISBN 978-1302908324 |
| Rise of the Black Panther                    | Rise of the Black Panther nº 1-6                                                                                         | 14 de agosto de 2018  | ISBN 978-1302908843 |
| Wakanda Forever                              | Amazing Spider-Man: Wakanda Forever, X-men: Wakanda Forever, Avengers: Wakanda Forever, Black Panther Annual vol. 2 nº 1 | 6 de novembro de 2018 | ISBN 978-1302913588 |

### Volume 7
| Título                                                           | Publicada originalmente em    | Ano                    | ISBN                |
| ---------------------------------------------------------------- | ----------------------------- | ---------------------- | ------------------- |
| Black Panther Book 6: The Intergalactic Empire of Wakanda Part 1 | Black Panther vol. 7 nº 1-6   | 5 de fevereiro de 2019 | ISBN 978-1302912932 |
| Black Panther Book 6: The Intergalactic Empire of Wakanda Part 2 | Black Panther vol. 7 nº 7-12  | 6 de agosto de 2019    | ISBN 978-1302912949 |
| Black Panther Book 6: The Intergalactic Empire of Wakanda Part 3 | Black Panther vol. 7 nº 13-17 | 24 de dezembro de 2019 | ISBN 978-1302914462 |